# Cronologia da Segunda Guerra Mundial

## 1939

### Agosto

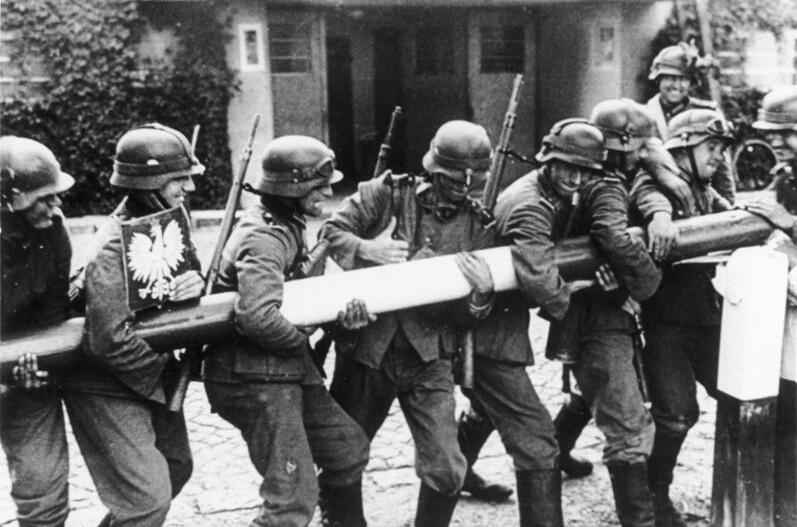
1 de Setembro de 1939: os alemães derrubam a fronteira da Polônia. Tem início a II Guerra Mundial.

- 31: Em 31 de Agosto, às 20h, O Sturmbannführer Alfred Naujocksm do Seicherheitsdienst (SD), realizou um assalto simulado à uma estação de rádio alemã em Gleiwitz, na Alta Silésia. Levou consigo uma dúzia de criminosos condenados (conhecidos como 'konserwen', 'latas'), vestidos em uniformes poloneses. Tiros foram disparados, slogans patrióticos poloneses enviados através da rádio e os "agressores" saíram. Soldados da SS encontraram estes criminosos vestidos com uniformes poloneses e os metralharam. Mais tarde, fotografias dos corpos ensanguentados destes foram exibidos a correspondentes estrangeiros como prova de agressão polonesa.[1]

### Setembro
- 1: Às 2h de 1º de setembro o Primeiro Regimento Montado da Wehrmacht é despertado para início da invasão à Polônia.[2]
- 1: A Invasão da Polônia começa às 4h45 com o encouraçado alemão SMS Schleswig-Holstein abrindo fogo contra as guarnições polonesas da Westerplatte em Danzigue, (hoje Gdansk). O Reino Unido e a França ordenam uma retirada imediata da Alemanha. É marcado o início da Segunda Guerra Mundial.
- 2: Começam os primeiros conselhos políticos e diplomáticos da Segunda Guerra Mundial pelos responsáveis ao ataque à Polônia. O Brasil, a Espanha e a República da Irlanda declaram neutralidade.
- 3: O Reino Unido, a Austrália e a Nova Zelândia declaram guerra à Alemanha às 11h15 e a França junta-se na guerra às 15h00. A Segunda Batalha do Atlântico inicia-se com a Marinha Alemã a entrar em ação. A Bélgica, a Espanha, os Países Baixos e a Iugoslávia declaram neutralidade. O navio britânico SS Athenia é torpedeado pelo submarino alemão U-30 e torna-se o primeiro navio da Segunda Guerra Mundial a ser torpedeado por um submarino alemão.
- 4: Iniciam-se as operações aliadas no ar da Europa com o ataque da Real Força Aérea em alvos navais alemães. O Nepal declara guerra à Alemanha.
- 5: Tropas alemãs atravessam o Rio Vístula. Os Estados Unidos declaram neutralidade.
- 6: A África do Sul declara guerra à Alemanha. O Egito rompe as relações diplomáticas com a Alemanha.
- 7: Patrulhas francesas entram na Alemanha numa região próxima a Saarbrücken.
- 10: O Canadá declara guerra à Alemanha.
- 11: O Iraque rompe as relações diplomáticas com a Alemanha.
- 17: A União Soviética declara guerra à Polônia e inicia a invasão do país a Leste, ocupando o território da linha Curzon, como Białystok e leste da Galícia (Europa Central). O porta-aviões britânico HMS Courageous (50) é torpedeado e afundado pelo submarino alemão U-29.
- 18: Varsóvia é cercada pelas tropas alemãs.
- 22: Ameaçada a oeste pelos alemães e a leste pelos soviéticos, a cidade de Lviv rende-se.
- 25: A frente alemã começa um racionamento de alimentos.
- 27-28: Hitler desloca gigantescos canhões da Frente Oeste (fronteira com a França) por rodovias criadas por ele com esse intuito, cerca e faz intensivos bombardeamentos em Varsóvia.
- 28: Varsóvia rende-se aos alemães. A fortaleza de Motlin capitula. O ministro de Relações Exteriores alemão Joachim von Ribbentrop e o diplomata soviético Vyacheslav Mikhailovich Molotov reúnem-se na cidade de Brest-Litovsk para decidir a partilha da Polônia. A Estônia assina um Pacto de Assistência Mutual com a União Soviética.

### Outubro
- 3: A Declaração do Panamá é assinada.
- 5: A União Soviética começa conversações com a Finlândia sobre ajustes na fronteira dos dois países. A Letônia assina um Pacto de Assistência Mutual com a União Soviética em Moscou.
- 6: Termina a resistência polonesa na Campanha do Setembro Polonês. A Finlândia começa mobilização armada. Adolf Hitler fala no Reichstag declarando um desejo para a conferência entre Reino Unido e França para restabelecer a paz. O Exército polonês se rende.
- 8: A Polônia é anexada pela Alemanha.
- 9: Hitler ordena a preparação para a invasão da Bélgica, da França, do Luxemburgo e dos Países Baixos.
- 10: A marinha alemã sugere a ocupação da Noruega para Hitler. A Lituânia assina um Pacto de Assistência Mutual com a União Soviética em Moscou.
- 12: Os primeiros judeus são deportados do Terceiro Reich para a Polônia.
- 14: O encouraçado britânico HMS Royal Oak (08) é afundado pelo submarino alemão U-47 na base naval de Scapa Flow, nas Ilhas Orkney, Escócia.
- 17: Tropas francesas retiram-se do rio Mosela.
- 19: Porções da Polônia são formalmente introduzidas pela Alemanha. O primeiro gueto judeu é estabelecido em Lublin, Polônia.

### Novembro
- 4: São decretados nos Estados Unidos os Atos de Neutralidade, provisões de dinheiro e carregamento são enviados às tropas britânicas e francesas.
- 8: Uma tentativa de assassinato a Adolf Hitler por meio de bombas falha na cervejaria Bürger-Braükeller, em Munique. No Incidente Venlo, dois agentes secretos britânicos são capturados pelos alemães. A Alemanha indica Hans Frank como Governante Geral da Polônia e inicia a aceleração dos projetos antijudeus.
- 17: O Comitê Nacional da Tchecoslováquia é organizado em Paris.
- 30: Tropas soviéticas invadem a Finlândia, iniciando a Guerra de Inverno. A aviação soviética bombardeia Helsinque.

### Dezembro
- 7: A Itália declara neutralidade.
- 13: Na Batalha do Rio da Prata, o cruzador pesado alemão Admiral Graf Spee enfrenta o cruzador pesado britânico HMS Exeter e os cruzadores rápidos HMS Ajax e HMS Achilles, nas proximidades do Estuário do Rio da Prata.
- 14: A União Soviética é expulsa da Liga das Nações após ter atacado a Finlândia.
- 17: O cruzador pesado alemão Admiral Graf Spee é afundado por sua tripulação, após deixar o porto de Montevidéu. Os finlandeses anunciam a destruição de duas divisões russas.
- 18: As primeiras tropas canadenses chegam à Europa.
- 20: O capitão do cruzador pesado alemão Admiral Graf Spee se suicida.
- 27: As primeiras tropas indianas chegam à França.
- 28: Começa o programa de racionamento de carne na Grã-Bretanha.

## 1940

### Janeiro
- 1: Alistamento estendido no Reino Unido: todos os homens entre 20 e 27 anos poderão ser convocados.
- 4: Hermann Göring ordena o aumento das indústrias de guerra alemãs.
- 5: O gabinete britânico é revisto: Oliver Stanley ordena o fim da Guerra de Escritórios, Lord Reith torna-se Ministro da Informação, e Sir Andrew Duncan ordena a criação das Fronteiras de Comércio.
- 7: General Semyon Timoshenko é colocado no comando das tropas soviéticas contra a Finlândia.
- 8: Bacon, manteiga, e açúcar começam a serem racionados no Reino Unido. O Reino Unido, a França e a Turquia assinam o acordo comercial e financial.
- 11: Carne começa a ser racionada na França.
- 14: O Primeiro-Ministro do Japão Abe Nobuyuki renuncia e nomeia para o posto de Primeiro-Ministro o almirante Mitsumasa Yonai.
- 25: Os nazistas estabelecem o gueto judeu na cidade polaca de Lodz.

### Fevereiro
- 1: O Parlamento japonês anuncia um gasto recorde com mais da metade do orçamento a ser gasto em projetos militares.
- 5: Grã-Bretanha e França decidem intervir no fecho do comércio de minério de ferro na Noruega — em antecipação da esperada ocupação alemã e necessidade de abrir uma rota de assistência para a Finlândia. A operação estava programada para começar em 20 de Março.
- 9: Erich von Manstein é colocado no comando do 33º Corpo de Infantaria Alemão, removendo os planos da invasão francesa.
- 14: O governo britânico convoca voluntários para lutarem na Finlândia.
- 15: O exército soviético captura a região de Summa na Finlândia, quebrando completamente a Linha Mannerheim.
- 16: O destróier britânico HMS Cossack retira a força 299 prisioneiros de guerra da Alemanha para um transporte em Altmark, uma região norueguesa neutra.
- 17: Erich von Manstein presenteia Hitler com os seus planos de invasão da França pela floresta das Ardenas.
- 21: O general Nickolaus von Falkenhorst é colocado no comando da virada alemã na invasão da Noruega; começam os trabalhos de construção do campo de extermínio de Auschwitz, na Polônia.
- 24: É adotado o plano para a invasão das Ardenas por ocidente. A Conferência Escandinava é realizada em Copenhague.

### Março
- 1: Adolf Hitler ordena a Operação Weserübung, invasão da Noruega e da Dinamarca.
- 3: Os soviéticos atacam Viipuri, a segunda maior cidade da Finlândia.
- 5: A Finlândia negocia com a União Soviética sobre termos de um acordo para o fim da guerra.
- 12: A Finlândia assina a um tratado de paz com a União Soviética.
- 13: Termina a Guerra de Inverno.
- 16: A invasão aérea alemã em Scapa Flow causa as primeiras baixas de civis britânicos.
- 18: Benito Mussolini concorda com Hitler que a entrada da Itália na guerra seria um "momento oportuno".
- 21: Paul Reynaud torna-se o primeiro-ministro da França após a renúncia de Édouard Daladier no dia anterior.
- 27: Heinrich Himmler, chefe da SS, ordena a construção do campo de concentração de Auschwitz.
- 28: O Reino Unido e a França fazem um acordo formal em que nenhum país buscaria a paz com a Alemanha.
- 30: O Japão estabelece um regime fantoche em Nanquim sob o comando de Wang Jingwei.

### Abril
- 1: Hitler vai adiante na invasão da Noruega e Dinamarca.
- 3: Winston Churchill é apontado como presidente do Comitê Ministerial de Defesa após a renúncia de Lord Chatfield. Começa o Massacre de Katyn.
- 8: Os Aliados começam a agir em águas norueguesas. A Noruega declara guerra à Alemanha. Os britânicos colocam as primeiras minas marinhas nas costas norueguesas.
- 9: Tropas alemãs invadem a Dinamarca e a Noruega, iniciando a Operação Weserübung. A Dinamarca rende-se.
- 10: Na Primeira Batalha de Narvik, os destróiers e os aeronaves britânicas conseguem realizar um largo ataque surpresa a força naval alemã. Um segundo ataque britânico em 13 de abril é também um sucesso.
- 12: Tropas britânicas ocupam as Ilhas Feroé.
- 14: Tropas britânicas e francesas desembarcam na Noruega.
- 30: Tropas britânicas e francesas começam a serem evacuadas da Noruega.

### Maio
- 5: O governo norueguês estabelece-se no exílio em Londres.
- 9: Alistamento na Grã-Bretanha é estendido para 36 anos.
- 10: A Alemanha invade Bélgica, França, Luxemburgo e Países Baixos. Winston Churchill torna-se o Primeiro-Ministro do Reino Unido em consequência da renúncia de Neville Chamberlain. As primeiras bombas alemãs da guerra na Inglaterra caem sobre Chilham e Petham, em Kent. O Reino Unido invade a Islândia. A Alemanha inicia a ofensiva ocidental. A Bélgica declara um estado de emergência.
- 11: O Luxemburgo é ocupado.
- 13: O governo neerlandês no exílio é estabelecido em Londres.
- 14: Roterdão é severamente bombardeada pela Luftwaffe. Os Países Baixos rendem-se com exceção da região de Zelândia. A criação dos Voluntários de Defesa Local é anunciada por Anthony Eden.
- 15: Os Países Baixos rendem-se à Alemanha.
- 17: A província neerlandesa de Zelândia rende-se.
- 19: Tropas alemãs ocupam Amiens, França. Maxime Weygand torna-se Comandante das Forças Armanda da França após a renúncia de Maurice Gamelin. Termina o Massacre de Katyn.
- 20: O campo de concentração de Auschwitz é aberto na Polônia.
- 26: A Operação Dínamo inicia a evacuação aliada de Dunquerque.
- 28: A Bélgica rende-se à Alemanha. Os alemães evacuam Narvik.

### Junho
- 3: Último dia da Operação Dínamo com a evacuação das tropas britânicas, francesas e belgas.
- 10: A Itália declara guerra à França e ao Reino Unido. A Noruega rende-se à Alemanha. O Canadá declara guerra à Itália. A Itália rompe as relações diplomáticas com a Polônia. A Bélgica rompe as relações diplomáticas com a Itália.
- 11: Governo francês recua para a cidade de Tours. Os aviões britânicos bombardeiam as cidades italianas de Gênova e Torino. A França declara guerra à Itália. O Reino Unido, a Austrália, o Canadá, a Nova Zelândia e a África do Sul declaram guerra à Itália.
- 12: Tropas britânicas e francesas rendem-se a Marechal Erwin Rommel em St. Valery-en-Caux, França.
- 14: Paris é ocupada pelas tropas alemãs. Governo francês recua novamente, agora para Bordéus.
- 16: Philippe Pétain torna-se o primeiro-ministro da França.
- 17: O transatlântico britânico RMS Lancastria é afundado em Saint Nazaire, na França e é o pior desastre marítimo de tropas britânicas desde a Guerra Anglo-Holandesa.
- 18: O general Charles de Gaulle forma o Comité Français de la Libération Nationale (Comitê Francês da Libertação Nacional), um governo francês no exílio. A Estônia, a Letônia e a Lituânia são ocupadas pela União Soviética.
- 19: Tropas alemãs ocupam a cidade francesa de Lyon.

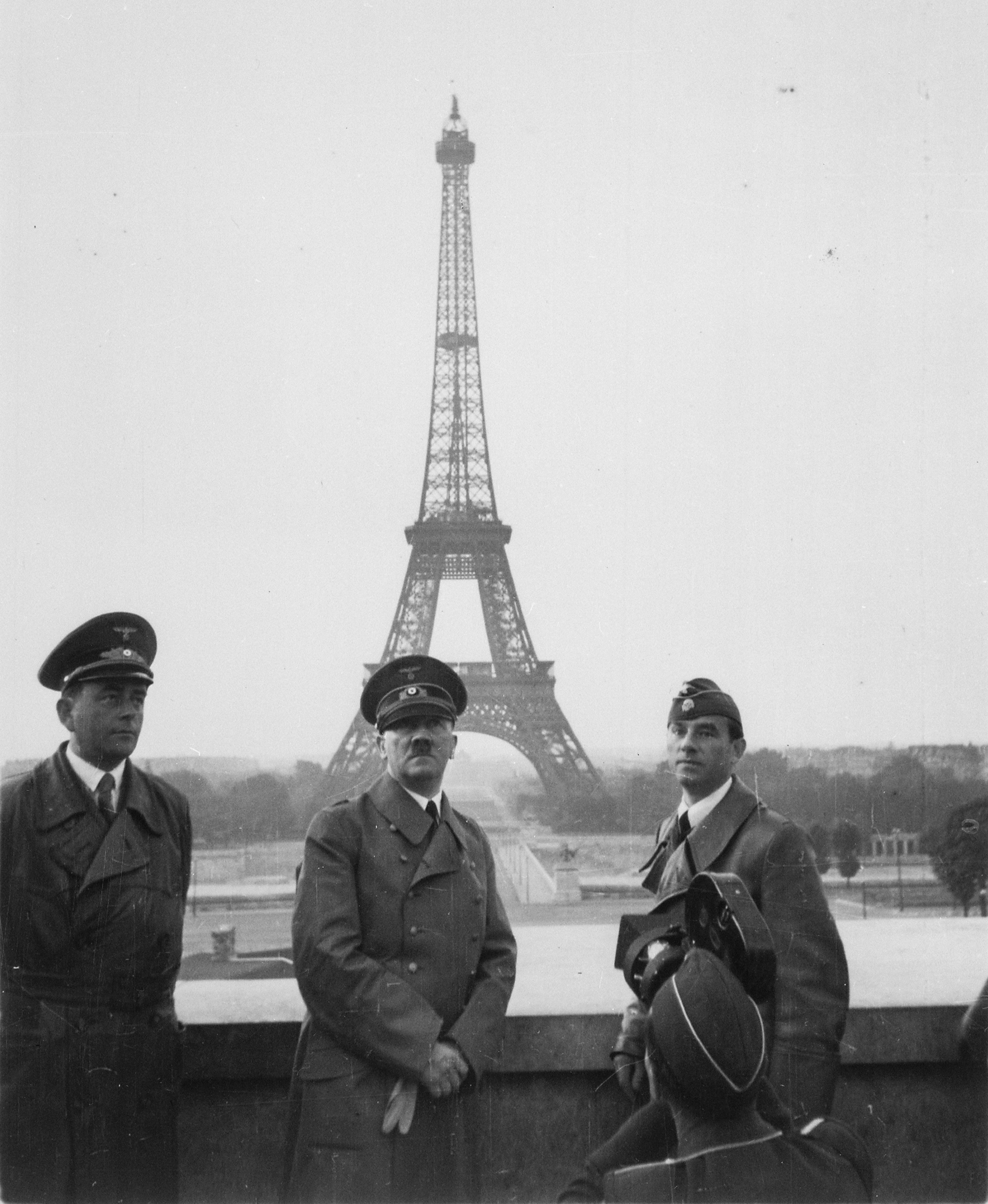
Hitler em Paris com o arquiteto Albert Speer (esquerda) e o escultor Arno Breker (direita), em 23 de junho de 1940, após a queda da França.

- 24: A França de Vichy assina o armistício com a Itália.
- 25: A França rende-se oficialmente à Alemanha às 0h35.
- 28: General Charles de Gaulle é reconhecido pelo Reino Unido como o líder da França Livre.
- 30: Forças alemãs invadem as Ilhas do Canal.

### Julho
- 1: O governo francês move-se para Vichy.
- 2: Hitler ordena a preparação de planos para a invasão do Reino Unido, com o nome código de Operação Leão Marinho. O navio mercante britânico Arandora Star é afundado pelo submarino alemão no Atlântico Norte.
- 4: Destruição de um navio francês na Argélia pela Marinha Real Britânica. Em protesto ao ataque marinho, o governo francês de Vichy rompe as relações diplomáticas com o Reino Unido.
- 5: A Romênia alia-se ao Eixo. A França de Vichy rompe as relações diplomáticas com a Alemanha.
- 10: Começam a Batalha da Inglaterra e os bombardeios intensos da Luftwaffe sobre a Inglaterra.
- 21: O governo checoslovaco estabelece-se no exílio em Londres.
- 22: A organização de Operações Especiais Executivas (SOE), sob o comando de Winston Churchill inicia seus serviços.
- 25: O governo britânico ordena a evacuação de todas as crianças e mulheres da cidade de Gibraltar, enclave britânico na Península Ibérica.

### Agosto
- 2: General francês Charles de Gaulle é sentenciado por uma tribunal militar francês à morte in absentia.
- 3: A Lituânia é anexada pela União Soviética.
- 4: Forças italianas, comandadas pelo General Guglielmo Nasi, invadem e ocupam a Somalilândia Britânica.
- 5: A Letônia é anexada pela União Soviética.
- 6: A Estônia é anexada pela União Soviética.
- 15: A Luftwaffe intensifica os ataques sobre Inglaterra.
- 17: Hitler declara um bloqueio às Ilhas Britânicas.
- 19: Os italianos tomam Berbera, a capital da Somalilândia Britânica.
- 25: Primeiro ataque aéreo britânico em Berlim.
- 29: O governo francês de Vichy cria as Legiões Combatentes.

### Setembro

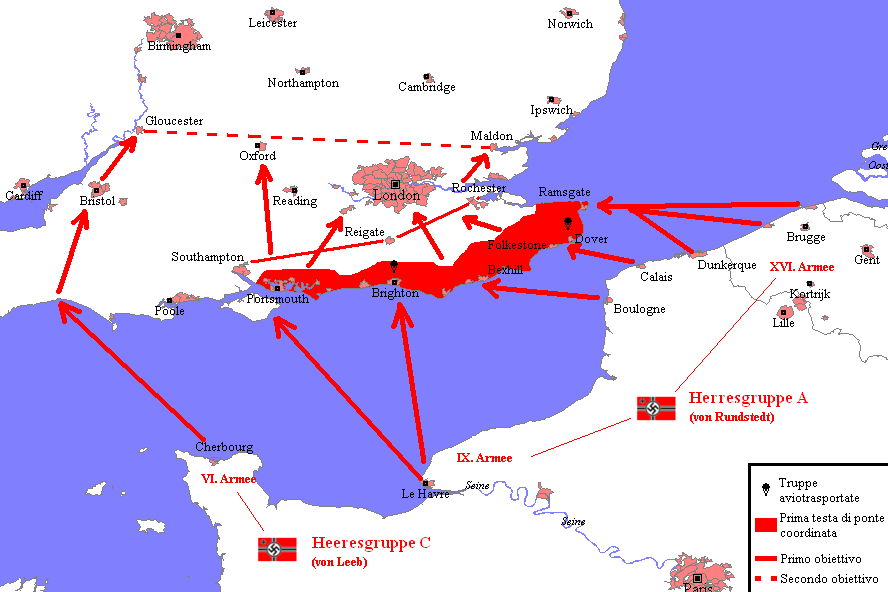
Mapa em inglês com o planejamento das áreas de desembarque da Operação Leão Marinho

- 3: Operação Leão Marinho é adiada para 21 de Setembro. Primeiras entregas de destroieres americanos à marinha britânica.
- 6: O rei Carol II da Romênia abdica do trono romeno em favor do seu filho, o príncipe Miguel da Romênia devido ao controlo do governo pelo general nazista Ion Antonescu.
- 7: Começam as blitzkriegs contra a cidade de Londres.
- 10: Operação Leão Marinho é adiada para 24 de Setembro.
- 13: Tropas italianas cruzam a fronteira do Egito.
- 14: Operação Leão Marinho é adiada para 27 de Setembro, o último dia do mês com possibilidade para uma suposta invasão.
- 15: Ultimato japonês à França pela posse das bases navais na Indochina.
- 16: O Ato de Serviço Seletivo de Treino de 1940 é o primeiro a introduzir uma conscrição pacífica na história dos Estados Unidos.
- 17: Hitler propõe a Operação Leão Marinho para uma data futura.
- 22: Assinatura do acordo franco-japonês para desembarque na Indochina.
- 24: A força aérea da França de Vichy bombardeia Gibraltar.
- 25: Os Estados Unidos limitam a entrega de petróleo ao Japão.
- 27: A Alemanha, a Itália e o Japão assinam o Pacto Tripartite em Berlim.

### Outubro
- 7: A Alemanha invade a Romênia.
- 10: A marinha britânica bombardeia a cidade de Cherburgo.
- 12: Qualquer invasão alemã no Reino Unido é adiada para depois da Primavera de 1941.
- 16: Inicia-se o convocatória nos Estados Unidos. O Gueto de Varsóvia é criado pelo governador-geral alemão Hans Frank.
- 23: Hitler encontra-se com Francisco Franco em Hendaye.
- 28: A Itália ataca a Grécia. O primeiro-ministro grego Ioaniss Metaxas afirma "Assim é guerra" (esse dia é considerado feriado nacional com o nome Okhi! que significa Não!). As forças italianas invadem a Grécia.
- 31: Termina a Batalha da Inglaterra.

### Novembro
- 5: Franklin D. Roosevelt é reeleito presidente dos Estados Unidos. A Polônia rompe as relações diplomáticas com a Romênia.
- 8: A Força Aérea Real bombardeia Munique.
- 11: Forças navais britânicas lançam um ataque contra a marinha italiana na cidade de Taranto, na Itália. O Hilfskreuzer (cruzador) alemão Atlantis captura correio britânico secreto e envia-o para o Japão.
- 13: A Polônia rompe as relações diplomáticas com a Itália.
- 14: O Exército grego repele os italianos de volta à Albânia.
- 20: A Hungria assina o Pacto Tripartite.
- 23: A Romênia assina o Pacto Tripartite. A Bélgica declara guerra à Itália.
- 24: A Eslováquia assina o Pacto Tripartite.

### Dezembro
- 8: Francisco Franco cria leis para a entrada da Espanha na guerra.
- 9: Forças britânicas iniciam uma ofensiva no oeste africano contra as forças italianas no Norte da África.
- 11: A Grécia invade a Albânia.
- 12: A Força Aérea Real bombardeia as cidades albaneses de Tirana e Durrës.
- 17: Os britânicos recapturam a cidade de Sollum, no Egito.
- 18: É confirmado os planos para a Operação Barbarossa, a invasão alemã na União Soviética.
- 28: A Itália pede assistência alemã contra as forças gregas na Albânia.
- 29: Violento bombardeio alemão contra Londres, provocando severos danos na cidade e centenas de focos de incêndio.

## 1941

### Janeiro
- 5: Tropas australianas capturam a cidade de Bardia, na Líbia.
- 10: O Lend-Lease (empréstimo dado aos Estados Unidos para os Aliados europeus) é aprovado pelo Congresso americano. Tomada da cidade albanesa de Keleyer pelo exército grego. Combate naval anglo-italiano no estreito da Sicília.
- 12: Tropas britânicas, australianas e neo-zelandesas capturam a cidade de Tobruk.
- 19: Tropas britânicas atacam a Etiópia e a Eritreia.
- 21: Tropas britânicas e australianas atacam Tobruk, Líbia.
- 22: Tropas britânicas capturam Tobruk dos italianos.
- 23: Charles Lindbergh discursa no Congresso americano e recomenda um pacto de neutralidade entre os Estados Unidos e a Alemanha.
- 26: Início da ofensiva britânica na Somália inglesa e italiana.
- 30: Os australianos capturam Derna, Líbia dos italianos.

### Fevereiro
- 3: A Alemanha coloca à força Pierre Laval para ocupar o comando da França de Vichy.
- 6: Tropas britânicas e australianas capturam a cidade de Benghazi. Tenente-general Erwin Rommel é nomeado comandante do Afrika Korps.
- 9: As cidades italianas de Gênova e Livorno são bombardeadas pelos ingleses.
- 10: O Reino Unido rompe as relações diplomáticas com a Romênia.
- 11: O tenente-general alemão Erwin Rommel chega a cidade de Trípoli, África do Norte. Forças britânicas entram na Somália Italiana.
- 12: General alemão Erwin Rommel, comandante do Afrika Korps, chega a Trípoli, capital da Líbia.
- 14: A primeira unidade do Afrika Korps chega à África do Norte.
- 17: A Turquia e a Bulgária assinam o pacto de não-agressão.
- 19: Inicia as três noites de Blitz sobre a cidade de Swansea, no sul do País de Gales. Houve três noites de intensivo bombardeio, o que durou no total 13 horas e 48 minutos, centro de Swansea foi totalmente arrasado por 896 bombas lançados pela Luftwaffe. Um total de 397 feridos e 230 mortos.
- 25: A cidade de Mogadíscio, na Somália Italiana é capturada pelas forças britânicas.

### Março
- 1: A Bulgária assina o Pacto Tripartite e adere ao Eixo.
- 2: Tropas alemãs entram na Bulgária.
- 4: O exército britânico lidera um ataque contra fábricas petrolíferas em Narvik, na Noruega. Os Estados Unidos congelam os bens búlgaros.
- 6: O Reino Unido rompe as relações diplomáticas com a Bulgária.
- 7: As primeiras tropas britânicas chegam à Grécia, no porto do Pireu.
- 11: O presidente americano Franklin Delano Roosevelt assina o Lend Lease Act (Lei de Empréstimos e Arrendamentos) para a Reino Unido, Rússia, China e outras nações que queiram emprestar equipamentos militares e pagar, após a guerra, se estes não forem devolvidos ou destruídos.
- 12: A Tailândia e a Indochina assinam o tratado de paz.
- 13: Os Estados Unidos congelam os bens húngaros.
- 16: Grande ataque da Luftwaffe sobre a cidade inglesa de Bristol.
- 19: Grande ataque da Luftwaffe sobre a capital inglesa de Londres.
- 25: A Iugoslávia assina o Pacto Tripartite e adere ao Eixo.
- 27: O espião japonês Takeo Yoshikawa chega em Honolulu, no Havaí e começa a estudar um suposto ataque japonês contra Pearl Harbor. Começa a Batalha do Cabo Matapão. O acordo da base naval-aérea do Reino Unido e dos Estados Unidos é assinado.
- 29: Termina a Batalha do Cabo Matapão.
- 30: A Afrika Korps inicia uma ofensiva no Norte da África. Na cidade de Brest, a Força Aérea Real ataca os couraçados alemães Scharnhorst e Gneisenau.
- 31: Tropas alemãs do Afrika Korps começam a ofensiva a partir da Argélia.

### Abril
- 6: Forças alemãs, húngaras e italianas invadem a Iugoslávia e a Grécia. O Exército Italiano rende-se na Etiópia. A Alemanha declara guerra à Iugoslávia.
- 7: O navio mercante canadense Portadoc é torpedeado e afundado pelo submarino alemão U-124 no Oceano Atlântico Central. O Reino Unido rompe as relações diplomáticas com a Hungria.
- 10: A Gronelândia é ocupada pela Grã-Bretanha.
- 12: Belgrado rende-se. Começa a Batalha de Tobruk.
- 13: O Japão e a União Soviética assinam o Pacto de Neutralidade.
- 15: A Bulgária rompe as relações diplomáticas com a Iugoslávia.
- 17: O exército da Iugoslávia rende-se à Alemanha. O governo exilado é formado em Londres.
- 18: Alexandros Koryzis, primeiro-ministro grego, comete suicídio.
- 21: Cerca de 223 mil soldados gregos rendem-se.
- 22: Tropas norte-americanas desembarcam nas Filipinas.
- 23: O governo grego é evacuado para Creta. A Grécia rompe as relações diplomáticas com a Bulgária.
- 27: Atenas é ocupada por tropas alemãs. A Grécia rende-se.
- 30: Forças britânicas deixam a Grécia.

### Maio
- 2: Inicia a Guerra Anglo-Iraquiana.
- 6: Josef Stálin torna-se o Premiê da União Soviética.
- 9: O submarino alemão U-110 é capturado pela Marinha Real Britânica e outra cópia da criptografia Enigma a bordo é encontrada e salva.
- 10: Groenlândia é ocupada pelos Estados Unidos. Rudolf Hess é capturado na Escócia após saltar de paraquedas.
- 20: Começa a Batalha de Creta com a invasão aérea alemã de Creta.
- 21: A 950 milhas da costa do Brasil, o navio mercante norte-americano SS Robin Moor é afundado pelo submarino alemão U-69 e torna-se o primeiro navio norte-americano a ser afundado por um U-boat.
- 24: O cruzador de batalha HMS Hood é afundado pelo couraçado alemão Bismarck no Atlântico Norte.
- 26: Uma aeronave Fairey Swordfish do porta-aviões HMS Ark Royal compromete fatalmente o couraçado Bismarck com um ataque de torpedo no Atlântico Norte.
- 27: Atenas é ocupada pelas tropas alemãs. O couraçado alemão Bismarck é afundado pela marinha britânica, matando 2 300. Presidente norte-americano Franklin D. Roosevelt declara o "estado de emergência nacional ilimitado".
- 31: O Iraque e o Reino Unido assinam um armistício, terminado a Guerra Anglo-Iraquiana.

### Junho
- 1: Começa o racionamento de roupas no Reino Unido.
- 4: Imperador Guilherme II morre nos Países Baixos.
- 14: Presidente norte-americano Franklin D. Roosevelt congela todos os bens alemães e italianos.
- 16: Todos os consulados da Alemanha e da Itália nos Estados Unidos são ordenados fechados.
- 18: A Turquia e a Alemanha assinam o Tratado de Não-Agressão.
- 22: Inicia-se a Operação Barbarossa, a invasão da União Soviética pela Alemanha Nazista.
- 22: A Itália e a Romênia declaram guerra à União Soviética.
- 25: Começa a Guerra da Continuação.
- 23: A Hungria e a Eslováquia declaram guerra à União Soviética.
- 26: A União Soviética bombardeia Helsinque. A Finlândia decreta o estado de guerra com a União Soviética.[3][4] A Guerra da Continuação é iniciada.
- 27: A Dinamarca rompe as relações diplomáticas com a União Soviética.
- 28: A Albânia declara guerra à União Soviética.

### Julho
- 1: Tropas alemãs ocupam a capital da Letônia, Riga.
- 4: Assassinatos em massa de cientistas e escritores poloneses são cometidos pelas tropas alemãs na cidade polonesa capturada de Lviv.
- 5: Tropas alemãs chegam ao Rio Dnieper.
- 7: A Islândia é ocupada pelos Estados Unidos.
- 10: Começa a Batalha de Smolensk.
- 12: A Grã-Bretanha e a União Soviética assinam um Pacto de Assistência Militar.
- 13: O Montenegro inicia o primeiro levante popular na Europa contra as potências do Eixo.
- 14: Tropas britânicas ocupam a Síria. A França de Vichy assina o armistício.
- 26: Presidente norte-americano Franklin D. Roosevelt ordena o congelamento de todos os bens japoneses nos Estados Unidos e suspende as relações diplomáticas. O Reino Unido congela os bens japoneses.[5] General Douglas MacArthur é nomeado comandante de todas as forças norte-americanas nas Filipinas.
- 28: Tropas japonesas ocupam a Indochina Francesa.
- 31: A Bulgária incorpora parte da Iugoslávia.

### Agosto
- 1: Os Estados Unidos anunciam o embargo de petróleo contra os agressores.
- 9: Começa a Conferência do Atlântico entre o presidente norte-americano Franklin D. Roosevelt e o primeiro-ministro britânico Winston Churchill em Argentia, na Terra Nova, Canadá.
- 14: A Carta do Atlântico é assinada por Roosevelt e Churchill.
- 16: O tratado comercial entre Reino Unido e União Soviética é assinado.
- 18: Adolf Hitler ordena o fim da eutanásia sistemática dos doentes mentais e deficientes devido a protestos na Alemanha.
- 25: Tropas britânicas e soviéticas invadem o Irã.

### Setembro
- 1: A Alemanha obriga os judeus a usar a estrela amarela.
- 3: Acontece o primeiro uso experimental de câmaras de gás em Auschwitz.
- 5: Tropas alemãs ocupam a Estônia.
- 9: O Irã aceita o armistício britânico-soviético.
- 10: Termina a Batalha de Smolensk (1941)
- 29: Tropas alemãs matam 33.771 judeus em Kiev, Ucrânia. Começa a Primeira Conferência de Moscou.
- 30: Começa a ofensiva militar alemã contra Moscou.

### Outubro
- 1: Termina a Primeira Conferência de Moscou.
- 2: Primeiro-ministro britânico Winston Churchill ordena o planejamento de uma invasão britânica da Noruega. Começa a Batalha de Moscou.
- 13: A Força Aérea Real bombardeia a cidade alemã de Nuremberga.
- 15: O navio mercante canadense Vancouver Island é torpedeado e afundado pelo submarino alemão U-558 no Atlântico Norte.
- 16: General Hideki Tojo torna-se o primeiro-ministro do Japão.
- 17: O destróier americano USS Kearny (DD-432) é torpedeado e danificado por um submarino alemão, matando 11 marinheiros.
- 31: O destróier americano USS Reuben James (DD-245) é afundado pelo submarino alemão U-552 no Atlântico Norte.

### Novembro
- 1: Marechal soviético Boris Chapochnikov torna-se o Chefe do Estado-Maior Geral do Exército Vermelho.
- 3: Tropas alemães tomam Kursk.
- 7: O navio de assistência hospitalar soviético Armênia é afundado por aviões alemães.
- 14: O porta-aviões britânico HMS Ark Royal (91) é torpedeado e afundado pelo submarino alemão U-81.
- 16: O Iraque rompe as relações diplomáticas com a França de Vichy.
- 17: General alemão Ernst Udet, diretor técnico da Luftwaffe, comete suicídio. O Iraque rompe as relações diplomáticas com o Japão.
- 19: O cruzador rápido australiano HMAS Sydney é afundado ao largo da Austrália Ocidental, matando 645 marinheiros.
- 23: O primeiro uso de câmaras de gás para matar os judeus.
- 24: Os nazistas abrem um campo de concentração de Theresienstadt para os judeus da República Tcheca.

### Dezembro

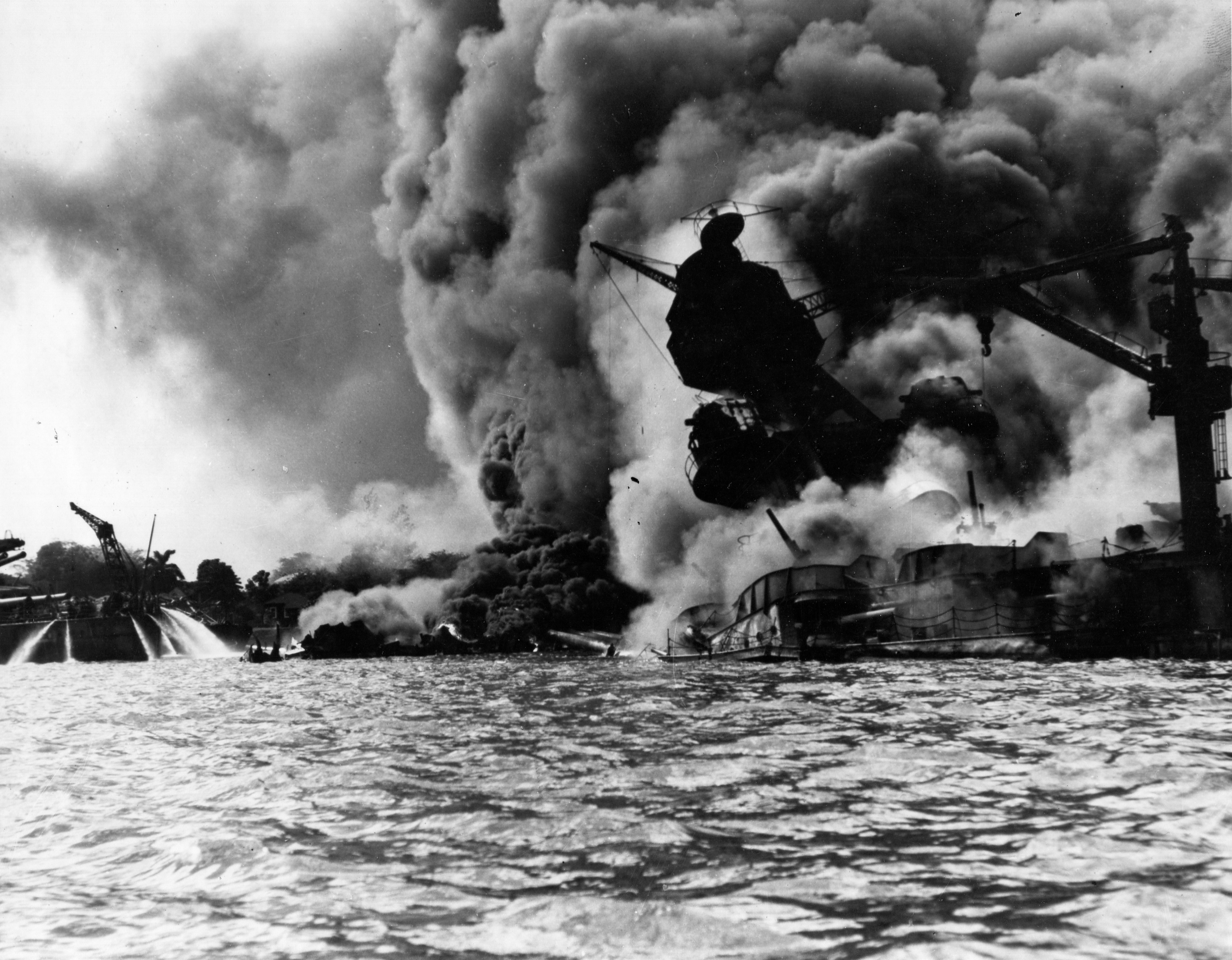
USS Arizona em chamas após os ataques.

- 6: O Reino Unido declara guerra à Finlândia, à Hungria e à Romênia.
- 7: A Aviação e a Marinha Imperial Japonesa lançam um ataque aéreo à base militar norte-americana de Pearl Harbor, no Havai, no conhecido Ataque a Pearl Harbor, marcando a entrada dos Estados Unidos na Segunda Guerra Mundial. O Japão declara guerra aos Estados Unidos, ao Reino Unido, ao Canadá, à Austrália, à Nova Zelândia e à África do Sul.
- 8: Os Estados Unidos, o Reino Unido, os Países Baixos, a Nova Zelândia, a Austrália, a Costa Rica, a República Dominicana, El Salvador, o Haiti, Honduras, Nicarágua, o Panamá e a Guatemala declaram guerra ao Japão. O México, a Colômbia, a Bélgica e o Egito rompem as relações diplomáticas com o Japão.
- 9: A China declara guerra à Alemanha, à Itália e ao Japão.
- 10: O cruzador de batalha britânico HMS Repulse e o couraçado HMS Prince of Wales são afundados pelos aviões japoneses ao largo da Malásia.
- 11: A Alemanha e a Itália declaram guerra aos Estados Unidos.
- 12: A Romênia declara guerra aos Estados Unidos. A Índia declara guerra ao Japão.
- 13: A Hungria declara guerra aos Estados Unidos e ao Reino Unido. Tropas japonesas ocupam a ilha de Guam, no arquipélago das Marianas.
- 14: O cruzador britânico HMS Galatea (71) é afundado pelo submarino alemão U-557.
- 19: Adolf Hitler torna-se o Comandante-em-Chefe supremo do Exército Alemão.
- 20: A Nicarágua rompe as relações diplomáticas com a Bulgária, a Hungria e a Romênia.
- 23: O México rompe as relações diplomáticas com a Bulgária, a Hungria e a Romênia.
- 25: Hong Kong rende-se ao Japão.

## 1942

### Janeiro
- 1: Vinte e seis países assinam a Declaração das Nações Unidas.
- 2: Forças japonesas capturam Manila, Filipinas.
- 3: Wavell é nomeado Comandante-em-Chefe das Forças Aliadas no Pacífico.
- 7: Termina a Batalha de Moscou com a contra-ofensiva soviética e o recuo das forças alemãs para fora de Moscou (primeira derrota alemã na guerra).
- 11: Os britânicos retomam Sollum. Os japoneses tomam Kuala Lumpur.
- 13: Soviéticos recapturam Kiev em sua ofensiva de inverno.
- 19: Forças japonesas invadem a Birmânia.
- 20: A Conferência de Wannsee acontece no sudoeste de Berlim.
- 21: Contra-ofensiva de Rommel no norte da África.
- 22: Japoneses desembarcam no Arquipélago de Bismarck.
- 25: Desembarque japonês nas Ilhas Salomão. Rommel reconquista Benghazi. O Uruguai rompe as relações diplomáticas com a Alemanha, a Itália e o Japão. A Tailândia declara guerra aos Estados Unidos e ao Reino Unido.
- 26: As primeiras forças norte-americanas chegam à Europa, desembarcando na Irlanda do Norte.
- 28: O Brasil e o Paraguai rompem as relações diplomáticas com a Alemanha, a Itália e o Japão.
- 31: Começa o cerco de Singapura pelas forças japonesas.

### Fevereiro
- 1: Retirada inglesa até Ain-el-Gazela, Cirenaica.
- 2: Bombardeiros japoneses atacam Java.
- 14: O Gneisenau, o Scharnhorst e o Prinz Eugen forçam a passagem de Calais e chegam à Noruega.
- 15: Singapura rende-se às forças japonesas.
- 19: Início dos processos contra os ex-líderes franceses. Japoneses invadem Bali e Timor. Os aviões japoneses iniciam os Ataques aéreos a Darwin, Austrália.
- 24: Os soviéticos cercam as tropas de von Busch em Staraya, União Soviética: a batalha dura dez dias.
- 27: A Batalha do Mar de Java é travada entre as forças japonesas e os Aliados. O USS Langley, o primeiro porta-aviões norte-americano, é afundado pelos aviões japoneses.

### Março
- 1: Ofensiva soviética na Crimeia.
- 2: A Austrália declara guerra à Tailândia. A Hungria rompe as relações diplomáticas com o Brasil.
- 6: A Romênia rompe as relações diplomáticas com o Brasil.
- 8: Os japoneses entram em Rangum.
- 17: MacArthur, nomeado comandante-chefe das forças aliadas no Pacífico chega à Austrália. Começa a Operação Reinhardt, que leva ao assassinato de mais de dois milhões de judeus.
- 28: Assalto britânico à Saint-Nazaire.

### Abril
- 5: Aviões japoneses bombardeiam o Ceilão.
- 7: Capitulação das forças aliadas em Samatra.
- 9: Forças americanas em Bataan rendem-se aos japoneses. O porta-aviões britânico HMS Hermes e o contratorpedeiro australiano HMAS Vampire são afundados.
- 17: Demissão do governo Darlan em Vichy.
- 18: Laval sobe ao poder na França. Forças americanas bombardeiam as cidades japonesas de Tóquio, Yokohama, Nagoya e Kobe, no conhecido Ataque Doolittle.
- 20: Fuga do General Giraud. Avanço japonês na Birmânia.

### Maio
- 5: Madagascar é invadida pelos britânicos, iniciando a Batalha de Madagascar.
- 6: Forças filipinas e norte-americanas rendem-se aos japoneses na Ilha de Corregidor, nas Filipinas, terminado a Batalha de Corregidor. Cessam as hostilidades.
- 8: Nova ofensiva alemã na Crimeia. Batalha aeronaval do Mar de Coral, primeira batalha travada somente entre porta-aviões.
- 15: Retirada inglesa na Birmânia até a fronteira da Índia.
- 16: Os alemães retomam Kerch, Crimeia.
- 26: Assinatura do tratado anglo-soviético com duração de 20 anos. Rommel retoma a ofensiva na Líbia, inicia-se o ataque a Bir Hakim.
- 27: Os soldados tchecoslovacos tentam assassinar o líder do SS, Reinhard Heydrich, em Praga durante a Operação Antropóide.
- 28: Os soviéticos retomam Kharkov aos alemães.
- 30: Primeiro dos raides de 1 000 aviões britânicos.

### Junho
- 1: O México declara guerra à Alemanha, à Itália e ao Japão. Raide da RAF sobre o Rhur.
- 3: Violento ataque alemão contra Sebastopol.
- 4: Começa a Batalha de Midway entre forças aeronavais dos Estados Unidos e do Japão no Pacífico. Reinhard Heydrich morre.
- 5: Os Estados Unidos declaram guerra à Hungria, à Bulgária e à Romênia.
- 7: Termina a Batalha de Midway com vitória norte-americana. Quatro porta-aviões japoneses são afundados. Forças japonesas invadem as Ilhas Aleutas.
- 9: Os alemães queimam a aldeia tchecoslovaca de Lídice em represália pelo assassinato de Reinhard Heydrich.
- 10: Contra-ofensiva alemã em Kharkov.
- 11: Os Estados Unidos estendem a política de Lend & Lease à União Soviética. As forças dos Franceses Livres evacuam Bir Hakim.
- 14: Retirada britânica para o Egito. São afundados 15 navios ingleses de um comboio para Malta.
- 18: O Projeto Manhattan é iniciado. Entrevista Roosevelt-Churchill em Washington.
- 21: Rommel apodera-se de Tobruk.
- 22: Ofensiva alemã na Ucrânia. O Afrika Korps cruza a fronteira egípcia.
- 24: Charles de Gaulle acerta acordo com os movimentos de resistência franceses.
- 25: Recuo dos soviéticos em Kharkov.
- 27: Acordo de empréstimo entre a Grã-Bretanha e a União Soviética.
- 28: Inicia-se a Operação Azul: a ofensiva alemã de primavera em toda a frente soviética, sobretudo no sudoeste da Rússia.
- 30: Rommel chega a El Alamein, Norte de África.

### Julho

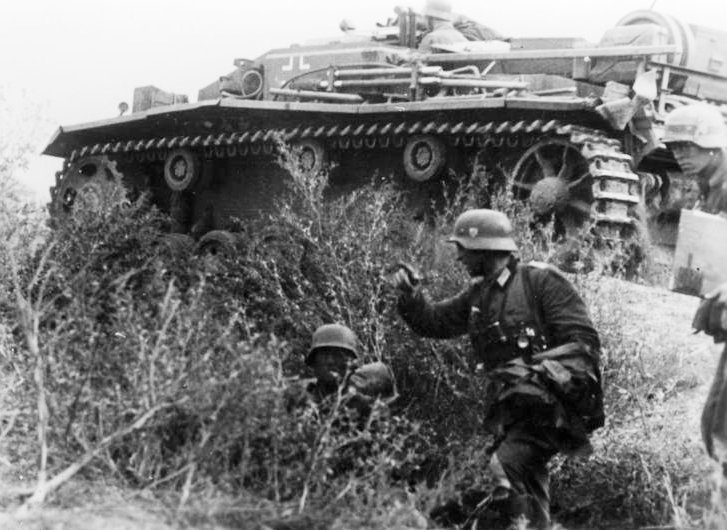
Infantaria alemã apoiada por um tanque StuG III atacam o perímetro da cidade de Stalingrado.

- 1: Começa a Primeira Batalha de El Alamein.
- 3: Tropas alemãs tomam a cidade de Sebastopol, Crimeia.
- 16: Judeus são presos e deportados em massa por ordem do governo da França de Vichy em Paris.
- 17: Começa a Batalha de Stalingrado.
- 22: Começa a deportação sistemática dos judeus do Gueto de Varsóvia. O campo de extermínio de Treblinka é aberto na Polônia.
- 27: Termina a Primeira Batalha de El Alamein.

### Agosto
- 7: As primeiras tropas norte-americanas desembarcam na ilha de Guadalcanal, Ilhas Salomão, iniciando a Batalha de Guadalcanal, no sul do Pacífico.
- 8: 8 alemães tentam bombardear suicidamente a cidade de Nova York. Seis são executados e 2 são presos.
- 13: General Bernard Montgomery é nomeado comandante do 8° Exército Britânico.
- 15: Os cargueiros brasileiros Baependy e Araraquara são afundados nas costas do Brasil pelo submarino alemão U-507, vitimando cerca de 401 pessoas - estes e outros ataques nos dias anteriores e seguintes acabariam por levar o Brasil à declaração de guerra.
- 17: Unidade de elite dos fuzileiros navais dos Estados Unidos executam um ataque à ilha de Makin, no grupo das Ilhas Gilbert.
- 19: Tropas canadenses tentam desembarcar em Dieppe mas são repelidos pelas forças alemães.
- 22: O Brasil declara guerra à Alemanha e Itália.
- 23: Início dos ataques aéreos à cidade de Stalingrado, primeiras unidades alemãs se aproximam da cidade. Stalin diz "Nenhum passo para trás!". Frase que vira slogan oficial.
- 30: O Luxemburgo é anexado pela Alemanha.
- 31: Começa a Batalha de Alam Halfa. O Governo brasileiro declara estado de guerra para todo Brasil.

### Setembro
- 5: Termina a Batalha de Alam Halfa.
- 6: A base naval de Novorossisk é tomada pelas tropas alemãs.
- 12: O cruzeiro britânico RMS Laconia (1921) é torpedeado e afundado pelo submarino alemão U-156.
- 13: Tropas alemãs iniciam o grande ataque à cidade de Stalingrado.
- 15: O porta-aviões estadunidense USS Wasp (CV-7) é afundado pelo submarino japonês I-19 nas Ilhas Salomão.

### Outubro
- 3: O primeiro lançamento do foguete alemão V-2 ocorre em Peenemünde, Alemanha.
- 18: Hitler ordena a execução dos comandos Aliados capturados.
- 23: Inicia-se a Segunda Batalha de El Alamein, Egito.
- 25: Os prisioneiros judeus são deportados da Noruega para Auschwitz.

### Novembro

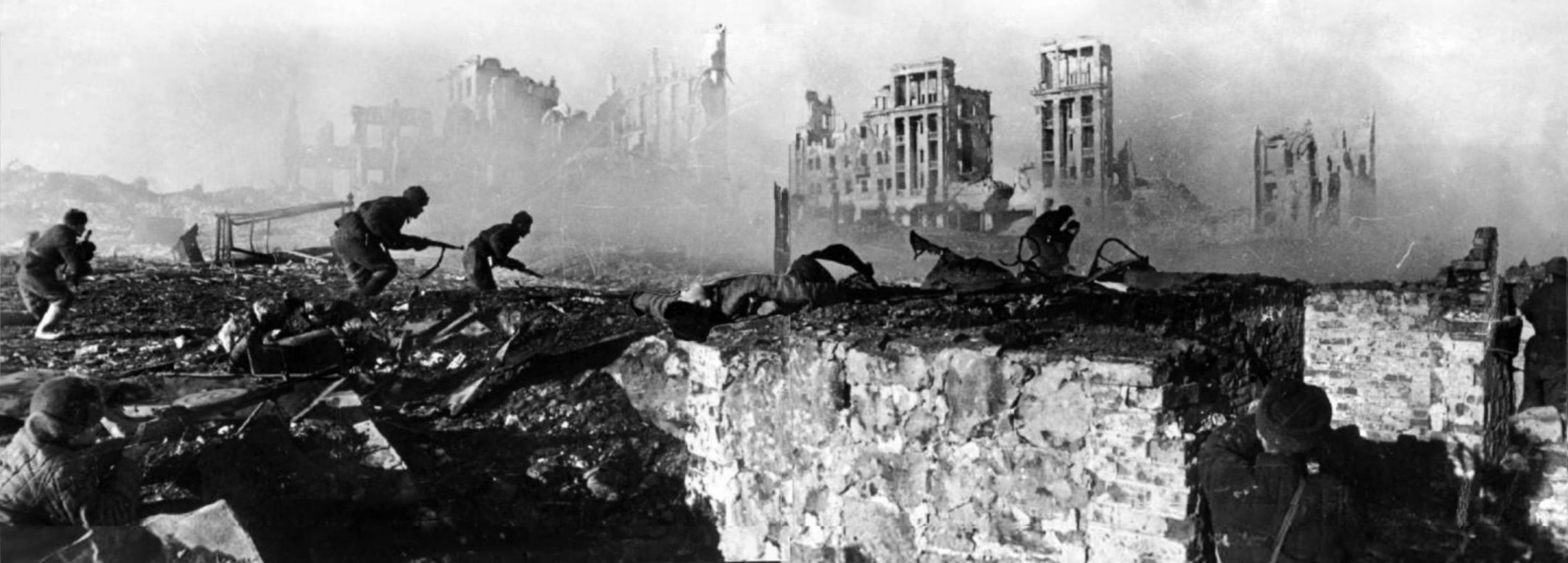
Tropas soviéticas em um contra-ataque durante a batalha de Stalingrado.

- 3: Termina a Segunda Batalha de El Alamein, com vitória britânica e aliada.
- 6: Termina a Batalha de Madágascar.
- 8: Começa a Operação Tocha. Forças norte-americanas e britânicas desembarcam na Argélia e em Marrocos (sob governo de Vichy).
- 10: Forças alemãs ocupam a França de Vichy, violência extrema usada pelos nazistas.
- 16: Termina a Operação Tocha. As tropas britânicas e americanas conseguem abrir um segundo front de Batalha no Norte da África, com mais uma vitória.
- 19: Contra-ofensiva soviética em Stalingrado.
- 27: A frota francesa é posta a pique em Tulon.
- 30: Começa a Batalha de Tassafaronga.

### Dezembro
- 1: Começa o racionamento de gasolina e café nos Estados Unidos.
- 2: Professor Enrico Fermi instala o primeiro reator nuclear na Universidade de Chicago.
- 12: Tropas alemãs tentam romper o cerco a Stalingrado, mas fracassam e pedem ajuda, Hitler responde: "Lutem até o último homem!"
- 16: Os soviéticos iniciam a Operação Saturno.
- 24: Almirante francês François Darlan é assassinado em Argel, Argélia.

## 1943

### Janeiro
- 14: Começa a Conferência de Casablanca entre o presidente americano Franklin D. Roosevelt, o primeiro-ministro britânico Winston Churchill e os líderes Charles de Gaulle e Henri Giraud, da França Livre. Líderes decidem por rendição incondicional do Eixo.
- 16: O Iraque declara guerra à Alemanha, à Itália e ao Japão.
- 20: O Chile rompe as relações diplomáticas com a Alemanha, a Itália e o Japão.
- 24: Termina a Conferência de Casablanca.
- 25: Friedrich Von Paulus, comandante do 6º Exército, telegrafa a Hitler, expondo a intenção e pedindo a autorização de se render na Batalha de Stalingrado, Hitler responde: "capitulação impossível!".
- 28: O 8º Exército britânico captura Tripoli, Líbia.
- 29: Ernst Kaltenbrunner é nomeado como o chefe do RSHA (Escritório Central de Segurança do Reich) após o assassinato de Reinhard Heydrich.
- 30: Hitler promove Friedrich Von Paulus a Marechal de Campo, supondo que nesta promoção, Paulus deveria lutar até a morte ou se suicidar se fosse necessário.
- 31: O 6º Exército alemão (Von Paulus) rende-se no cerco em Stalingrado. A ocasião marca o ponto de virada da guerra na União Soviética. Batalha do Mar de Barents, marinha alemã é humilhada levando Hitler a ordenar a destruição de todos os navios de superfície alemães.

### Fevereiro
- 2: Termina a Batalha de Stalingrado, com a vitória da União Soviética e o fim do mito de invencibilidade do exército alemão. (Segunda derrota em larga escala da Alemanha).
- 6: General Dwight D. Eisenhower é nomeado Comandante em Chefe de todas as forças aliadas na África do Norte.
- 7: Começa o racionamento de sapato nos Estados Unidos.
- 8: Em apenas oito dias (até o dia 16) os soviéticos recapturam Kursk, Rostov e Kharkov. Os últimos soldados japoneses se retiram de Guadalcanal.
- 9: Após quase seis meses de combate com os japoneses, os americanos declaram a ilha de Guadalcanal livre de inimigos.
- 14: A cidade soviética de Rostov do Don é libertada.
- 18: No discurso à nação, Joseph Goebbels, ministro da Propaganda alemão, declara a guerra total contra os Aliados.

### Março
- 1: Forças soviéticas tomam Demyansk.
- 2: Tropas alemãs iniciam a retirada da Tunísia. Começa a Batalha do Mar de Bismarck até o dia 4.
- 8: Forças norte-americanas são atacadas pelas tropas japonesas na ilha de Bougainville.
- 9: O submarino alemão U-510 torpedeia oito navios em três horas ao largo da costa do Brasil.
- 13: Tentativa de assassinato de Adolf Hitler.
- 15: Forças alemãs retomam Kharkov.
- 29: Começa o racionamento de carne, queijo e manteiga nos Estados Unidos.

### Abril
- 6: Forças dos Países do Eixo iniciam a retirada da Tunísia.
- 7: Forças alemãs terminam a retirada da Tunísia. A Bolívia declara guerra à Alemanha, à Itália e ao Japão. Adolf Hitler e Benito Mussolini se reúnem no palácio Klessheim.
- 18: Almirante japonês Yamamoto, morto em combate aéreo, é substituído pelo Almirante Koga.
- 19: Começa o Levante do Gueto de Varsóvia.
- 25: A União Soviética rompe as relações diplomáticas com a Polônia.

### Maio
- 9: Forças alemãs e italianas na Tunísia rendem-se aos britânicos.
- 11: Tropas americanas invadem a ilha Attu, Ilhas Aleutas.
- 12: A Conferência de Trident, também conhecida como Terceira Conferência de Washington, começa em Washington, DC. O Uruguai rompe as relações diplomáticas com a França.
- 13: Tropas alemãs (Afrika Korps) e italianas se rendem aos Aliados no Norte da África.
- 16: O gueto é destruído. Termina o Levante do Gueto de Varsóvia.
- 17: Tropas chinesas rendem-se aos japoneses.
- 18: O Chile rompe as relações diplomáticas com a Bulgária, a França, a Hungria e a Romênia.
- 22: Os submarinos alemães, os U-Boot, são retirados do Atlântico Norte. Termina a Batalha do Atlântico.
- 24: A Kriegsmarine (marinha de guerra alemã) interrompe as batalhas com submarinos no Atlântico Norte. Josef Mengele torna-se oficial médico chefe do campo de concentração de Auschwitz.
- 27: Termina a Conferência de Trident.

### Junho
- 3: O Comitê Francês de Libertação Nacional é criado.
- 4: General Henri Giraud torna-se o comandante das forças da França Livre no Norte da África.
- 13: Os últimos resistentes alemães no Norte da África são derrotados.
- 22: Os submarinos alemães são retirados do Atlântico Norte, encerrando a Batalha do Atlântico. O cerco a Alemanha vai se fechando.

### Julho
- 5: Começa a Batalha de Kursk, a maior batalha de blindados da história em Kursk, União Soviética.
- 10: Tropas aliadas desembarcam na Sicília, iniciando a Operação Husky.
- 19: Os Aliados bombardeiam Roma, Itália.
- 22: Termina a Batalha de Kursk, com a vitória decisiva soviética e o fim da iniciativa alemã.
- 25: O governo fascista de Mussolini é derrubado. Benito Mussolini é preso por ordem do rei italiano. Marechal Pietro Badoglio torna-se primeiro-ministro da Itália.
- 28: O fim do Fascismo italiano é anunciado.

### Agosto
- 6: Começa a Batalha do Golfo de Vella entre os Estados Unidos e o Japão nas Ilhas Salomão.
- 17: Começa a Conferência de Quebec entre o presidente Franklin D. Roosevelt e o primeiro-ministro britânico Winston Churchill. 7° Exército Americano, comandado pelo general George Patton, entra em Messina, Itália.
- 19: Roosevelt e Churchill assinam o Acordo de Quebec durante a Conferência de Quebec.
- 23: Forças soviéticas recapturam Kharkov, a cidade que Hitler havia jurado defender a todo custo.
- 24: Termina a Conferência de Quebec.
- 25: Lorde Louis Mountbatten é nomeado Comandante Supremo Aliado na Ásia do Sudoeste.

### Setembro
- 3: Hitler descobre a traição italiana e ordena a invasão da Itália e o desarmamento do Exército Italiano. A Itália assina o armistício com os Aliados. Começa a Campanha da Itália.
- 4: A União Soviética declara guerra à Bulgária.
- 8: General norte-americano Dwight D. Eisenhower anuncia a rendição da Itália aos Aliados.
- 9: Tropas americanas e britânicas desembarcam em Salerno, Itália. O Irã declara guerra à Alemanha.
- 10: Forças paraquedistas alemãs ocupam Roma até o dia 11.
- 12: Benito Mussolini é resgatado pelo grupo de paraquedistas alemães, comandados pelo coronel Otto Skorzeny.
- 22: Submarinos anões britânicos atacam o couraçado Tirpitz no fiorde de Kaa, Noruega.
- 23: Benito Mussolini declara a criação de um Estado fascista no norte da Itália.
- 25: Soviéticos retomam Smolensk.

### Outubro
- 1: Tropas aliadas ocupam Nápoles, Itália.
- 7: 98 prisoneiros civis americanos são executados na Ilha Wake.
- 12: O marechal-de-campo Erwin Rommel é nomeado comandante das forças armadas alemãs de defesa da costa francesa.
- 13: O novo governo italiano declara guerra à Alemanha.
- 18: Começa a Terceira Conferência de Moscou.

### Novembro
- 1: A Marinha dos Estados Unidos desembarcam em Bougainville, Ilhas Salomão.
- 6: Forças soviéticas libertam Kiev.
- 11: Termina a Terceira Conferência de Moscou.
- 20: Tropas americanas desembarcam no atol de Tarawa, Ilhas Gilbert.
- 22: Começa a Primeira Conferência de Cairo entre o presidente americano Franklin D. Roosevelt, o primeiro-ministro britânico Winston Churchill e o generalissimo chinês Tchang Kaï-chek.
- 25: Aprovação pelo comando supremo aliado do plano da Operação Shingle, que prevê um desembarque no setor de Anzio, detrás das linhas alemãs. Frente do Pacífico. Cinco contratorpedeiros norte-americanos interceptam no mar das Ilhas Salomão, perto do cabo Saint-Georges (Nova-Bretanha), um esquadrão japonês de cinco contratorpedeiros que transportavam soldados e material para a ilha de Buka. Três contratorpedeiros japoneses são afundados.
- 26: A Colômbia declara o estado de beligerância com a Alemanha. Termina a Primeira Conferência de Cairo.
- 28: Começa a Conferência de Teerã. O presidente americano Franklin D. Roosevelt, o primeiro-minstro britânico Winston Churchill e o líder soviético Josef Stalin reúnem-se em Teerã para discutir a estratégia de guerra.

### Dezembro
- 1: Termina a Conferência de Teerã.
- 4: Marechal Tito proclama a criação de um governo provisório da Iugoslávia em exílio. Começa a Segunda Conferência de Cairo entre o presidente americano Franklin D. Roosevelt, o primeiro-ministro britânico Winston Churchill e o presidente da Turquia İsmet İnönü.
- 6: Termina a Segunda Conferência de Cairo.
- 26: O couraçado alemão Scharnhorst é afundado por navios britânicos ao largo do Cabo Norte, na Noruega.
- 29: As Forças Francesas do Interior (FFI) são criadas.

## 1944

### Janeiro
- 2: O cargueiro norte-americano Albert Gallatin é torpedeado e afundado pelo submarino japonês ao largo da costa da Arábia.
- 6: Os Exércitos soviéticos avançam na fronteira polonesa, contrariando a vontade da Inglaterra de ter uma Polônia livre e democrática.
- 16: Dwight D. Eisenhower é nomeado Comandante Supremo das Forças Aliadas na Europa.
- 17: A Batalha de Monte Cassino começa. Forças britânicas na Itália atravessam o Rio Garigliano. Termina o racionamento de carne na Austrália. A Colômbia assina a Declaração das Nações Unidas.
- 18: Termina o Cerco de Leningrado.
- 22: Tropas aliadas desembarcam em Anzio, Itália.
- 26: A Argentina rompe relações diplomáticas com a Alemanha e o Japão. A Bolívia rompe relações diplomáticas com a Alemanha, a Itália e o Japão.
- 27: A Libéria declara guerra à Alemanha e ao Japão.
- 30: Começa a Conferência de Brazzaville.
- 31: Tropas americanas invadem Majuro, Ilhas Marshall.

### Fevereiro
- 3: Francisco Franco reafirma a neutralidade da Espanha.
- 4: A Argentina rompe as relações diplomáticas com a Bulgária, a França de Vichy, a Hungria e a Romênia.
- 7: Em Anzio, as forças italianas lançam uma contraofensiva.
- 15: Os aviões Aliados bombardeiam o mosteiro em Monte Cassino, Itália.
- 16: A União Soviética e a Finlândia assinam um armistício.
- 17: A Batalha de Enewetok começa.
- 18: O HMS Penelope (97) é torpedeado e afundado pelo submarino alemão U-510.
- 19: Começa a Big Week (Semana Grande) com bombardeamentos aéreos norte-americanos contra centros de produção de aviões alemães.
- 20: O 5º Exército dos Estados Unidos chega ao Monte do Mosteiro em Cassino, Itália.
- 22: A União Soviética bombardeia Estocolmo.
- 23: A batalha de Enewetok termina.

### Março
- 2: Os bombardeiros British Halifax e Lancaster atacam as fábricas de aviões em Meulan-les-Mureaux e Albert, França.
- 8: Os aviões norte-americanos bombardeiam Berlim.
- 9: Os aviões sovéticos atacam Tallinn, Estônia.
- 12: O Comitê Político de Libertação Nacional é criado na Grécia.
- 19: A Hungria é ocupada pelas forças alemãs.
- 22: Tropas japonesas situadas na Birmânia invadem a Índia.
- 24: Os pilotos ingleses são assassinados no campo de concentração alemão. Os alemães executam 336 civis italianos (incluindo judeus) em Roma. General britânico Orde Wingate morre de um acidente aéreo na Birmânia.
- 24 a 25: 76 prisioneiros de guerra escapam do campo de Stalag Luft III em Sagan (hoje Żagań na Polônia) e cinquenta são recapturados e executados.

### Abril
- 3: Operação Tungstênio: Os aviões britânicos danificam o couraçado Tirpitz no fiorde de Kaa.
- 5: Charles de Gaulle é nomeado Comandante de todas as forças armadas da França Livre.
- 10: Os soviéticos capturam Odessa. A Libéria assina a Declaração das Nações Unidas.
- 14: A Crimeia é libertada pelas forças soviéticas.
- 17: Japoneses começam a última ofensiva na China.
- 21: Os aviões Aliados bombardeiam Paris, França.
- 22: Os Aliados desembarcam em Hollandia e Aitape, Nova Guiné.
- 24: Tropas australianas entram em Madang, Nova Guiné.

### Maio
- 3: Termina o racionamento de carne nos Estados Unidos.
- 9: Tropas soviéticas libertam Sebastopol. A Força Aérea dos Estados Unidos ataca os aeroportos franceses.
- 12: Tropas alemãs rendem-se na Crimeia.
- 18: Termina a Batalha do Monte Cassino com a vitória aliada. Começa a deportação em massa de vários tártaros da Crimeia para partes distantes da União Soviética.
- 23: Tropas britânicas e canadenses ocupam Pontecorvo, Itália.
- 26: Os aviões Aliados bombardeiam Chambéry, Grenoble, Lyon, Nice e Saint-Étienne, França.
- 27: Tropas aliadas invadem a ilha Biak, Nova Guiné. Aliados bombardeiam a cidade de Marselha, França.
- 29: Tropas britânicas ocupam Aprilia, Itália.

### Junho

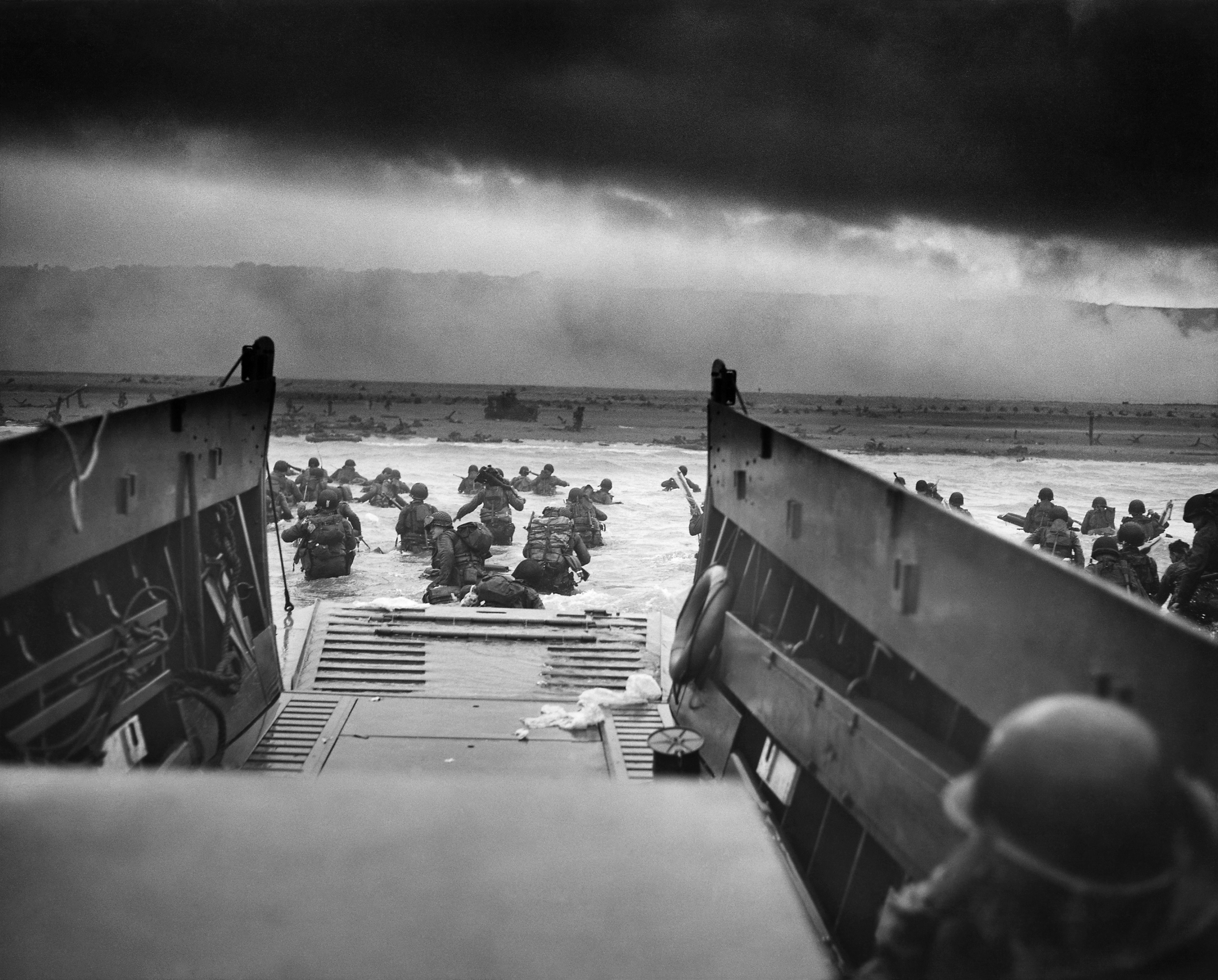
Desembarques de tropas americanas na Praia de Omaha, durante a invasão da Normandia.

- 4: Roma é libertada pelos Aliados.
- 6: Operação Overlord. Tropas aliadas desembarcam na Normandia, conhecido como Dia D. Começa a Batalha da Normandia, na França ocupada pelos alemães.
- 7: Bayeux é libertada pelas tropas britânicas.
- 13: As primeiras bombas V-1 explodem na Inglaterra. Churchill pede para usar gás venenoso nos civis alemães mas é impedido de tal ato.
- 14: Tropas americanas capturam a cidade de Carentan na costa francesa, estabelecendo assim uma ligação entre as praias de Utah e Omaha no flanco esquerdo da invasão.
- 15: Forças americanas desembarcam em Saipan, ilhas Marianas.
- 19: Começa a Batalha do Mar das Filipinas.
- 20: Termina a Batalha do Mar das Filipinas.
- 22: Os soviéticos iniciam a Operação Bagration.
- 27: Forças norte-americanas libertam Cherburgo.
- 28: O Ministro de Informação de Vichy, Philippe Henriot é assassinado.
- 30: Os Estados Unidos rompem as relações diplomáticas com a Finlândia.

### Julho

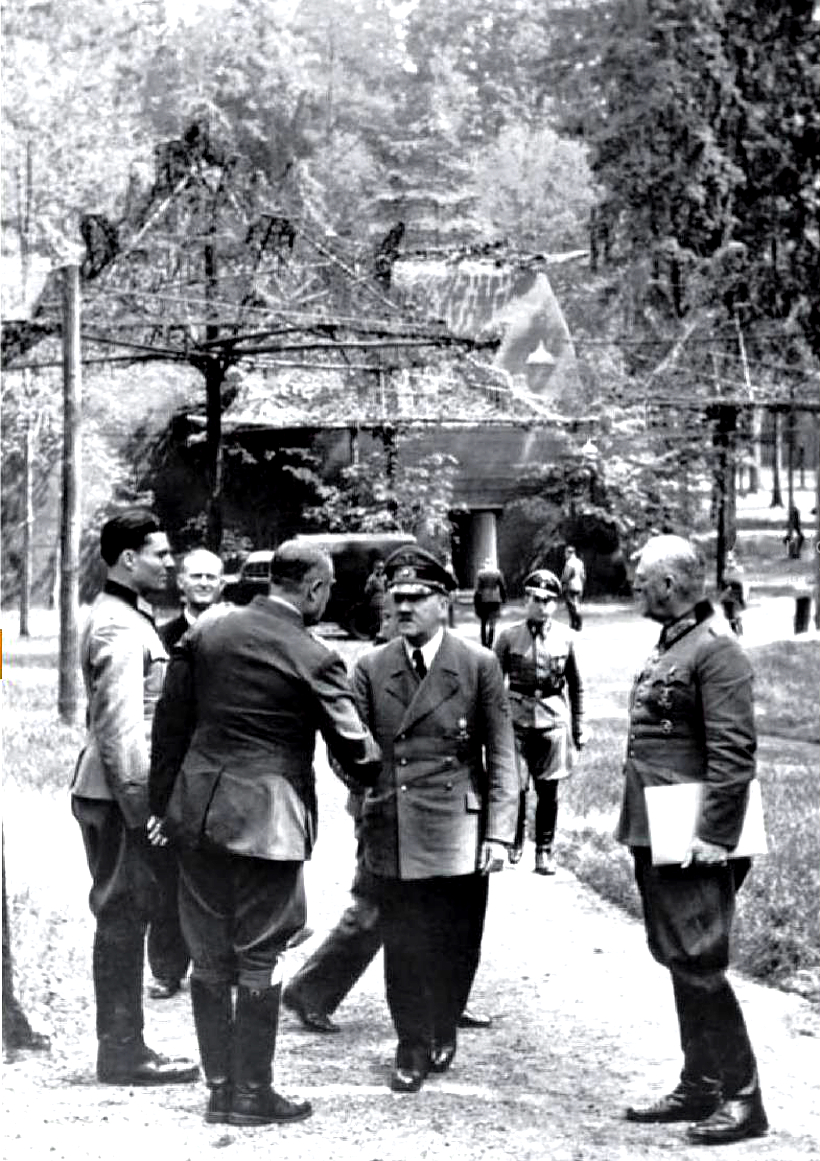
Rastenburg no dia 15 de Julho, Stauffenberg a esquerda, Hitler no centro, Keitel à direita.

- 3: Forças soviéticas libertam Minsk, Bielorrússia.
- 7: O exército do Japão é derrotado em Saipan.
- 9: Tropas britânicas e canadenses ocupam Caen, França.
- 16: Chega à Nápoles o 1º escalão da Força Expedicionária Brasileira.
- 18: Hideki Tojo renúncia como primeiro-ministro do Japão.
- 19: Na esteira da Operação Cobra, a cidade francesa de Saint-Lô é capturada pelos Aliados.
- 20: Atentado de 20 de julho, o atentado mais famoso contra a vida de Adolf Hitler. Uma bomba é colocada perto de sua mesa por um chefe alemão descontente com o andamento da guerra. Apesar da forte explosão e de 4 pessoas terem morrido nos dias que se passaram devido aos ferimentos, o Führer sobreviveu e se convenceu de que a providência o salvou e que a missão dele era ganhar a guerra.

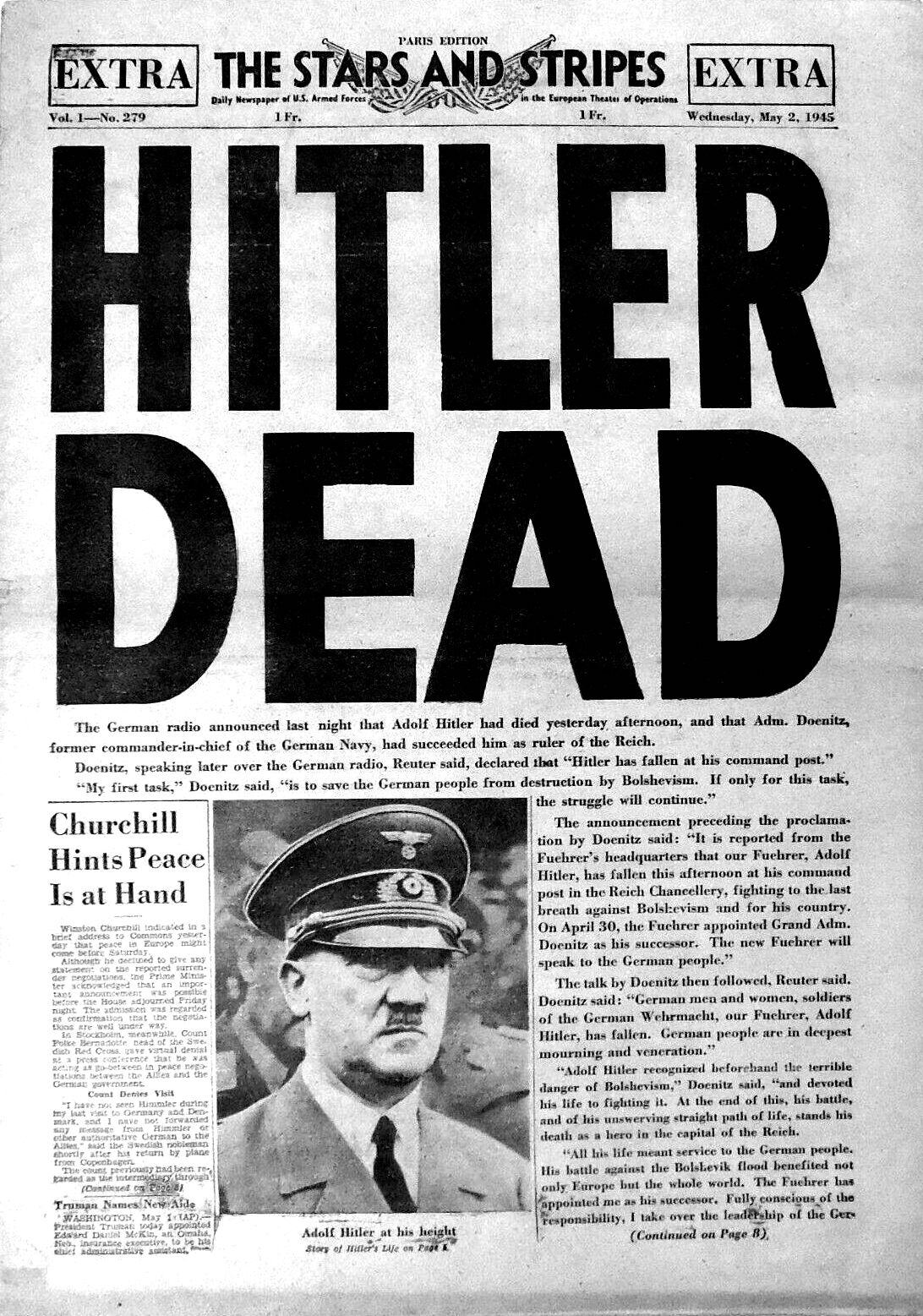
Recorte de jornal, com a notícia da morte de Hitler.

- 21: Tropas norte-americanas desembarcam em Guam.
- 25: Os Aliados avançam além da Normandia, iniciando a Operação Cobra.
- 28: Os soviéticos tomam Brest-Litovsk.

### Agosto
- 1: Começa a Revolta de Varsóvia.
- 2: A Turquia rompe as relações diplomáticas com a Alemanha.
- 4: Os Aliados libertam Florença do jugo nazista.
- 14: Tropas aliadas desembarcam nos portos de Toulon e Cannes, França.
- 15: Tropas aliadas desembarcam no sul da França iniciando a Operação Dragão, ou Operação Anvil. Tropas canadenses capturam a cidade de Falaise, França.
- 18: Ernst Thaelmann é executado no campo de concentração de Buchenwald.
- 19: Termina a Operação Bagration, que destruiu quase todo o Grupo de Exércitos Centro nazista, a derrota mais calamitosa da Alemanha na Segunda guerra Mundial.
- 21: Tropas alemãs são cercadas por tropas Aliadas na bolsa de Falaise. O que sobrou do Grupo de Exércitos B se retirou através do Sena.
- 24: Operação Goodwood: novo ataque e danos ao Tirpitz pela Fleet Air Arm.
- 25: Paris é libertada pelos Aliados. Termina a Batalha da Normandia. A Romênia declara guerra à Alemanha.
- 28: As cidades francesas de Marselha e Toulon são libertadas.
- 30: Exército alemão abandona a Bulgária. Termina a Operação Overlord.
- 31: Os soviéticos capturam Bucareste.

### Setembro

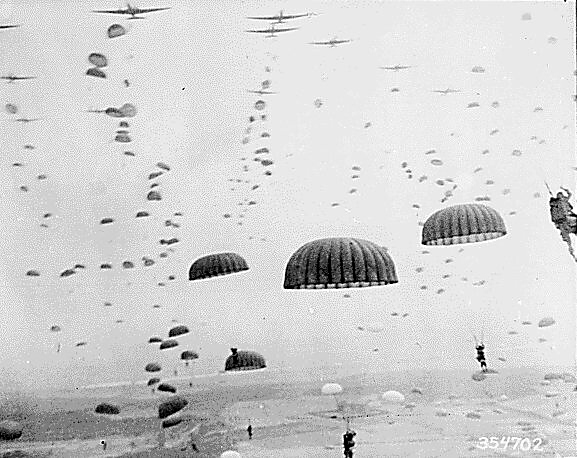
Onda de paraquedistas aliados saltam sobre os Países Baixos durante a Operação Market Garden.

- 3: A Antuérpia é tomada pelos Aliados.
- 4: Tropas britânicas entram em Bruxelas, capital da Bélgica.
- 5: A União Soviética declara guerra à Bulgária.
- 6: A Bulgária declara guerra à Alemanha.
- 7: A Hungria declara guerra à Romênia.
- 8: Londres é atingida pela bomba voadora V-2 pela primeira vez.
- 12: A Romênia assina o armistício com o Reino Unido, os Estados Unidos e a União Soviética.
- 13: Um armistício soviético-romeno é assinado.
- 15: Forças americanas desembarcam em Peleliu, ilhas Palau, com o objetivo de tomar o campo de pouso dos japoneses e proteger o flanco direito do General Douglas MacArthur, que pretende retomar as Filipinas.
- 17: Encabeçados pelo plano do general Montgomery, os Aliados lançam um grande assalto aerotransportado e terrestre iniciando a Operação Market Garden, com o objetivo de capturar pontes ao longo dos Países Baixos e abrir caminho para o rio Reno.
- 19: Um armistício entre a Finlândia e a União Soviética é assinado, terminado a Guerra da Continuação.
- 22: Forças soviéticas capturam Tallinn, a capital da Estônia.
- 24: San Marino declara guerra a Alemanha, tendo sido invadida pelos alemães no ano anterior para captura de 100 000 refugiados lá.
- 26: A Estônia é ocupada pelo Exército Vermelho. A Operação Market Garden termina acabando por ser um fracasso geral devido a última ponte que cruzava o Reno não ter sido capturada, acabando com toda a esperança dos Aliados em terminar a guerra no Natal.
- 28: Tropas canadenses libertam o porto francês de Calais.

### Outubro
- 1: Os soviéticos invadem a Iugoslávia.
- 2: Termina a Revolta de Varsóvia.
- 4: Os Aliados desembarcam na Grécia.
- 6: O 2° e 3° escalões da Força Expedicionária Brasileira chegam ao porto de Nápoles.
- 9: Começa a Quarta Conferência de Moscou entre o primeiro-ministro britânico Winston Churchill e o premiê soviético Josef Stalin.
- 14: Atenas é libertada pelos Aliados. Erwin Rommel comete suicídio.
- 19: Termina a Quarta Conferência de Moscou.
- 20: Belgrado é libertada pelo Exército Vermelho. Tropas norte-americanas desembarcam em Leyte, Filipinas.
- 21: Tropas americanas capturam a cidade de Aachen, uma das primeiras cidades alemãs a cair em mãos Aliadas.
- 23: Os soviéticos entram no leste da Prússia. Começa a Batalha do Golfo de Leyte, a maior batalha naval da história.
- 26: Termina a Batalha do Golfo de Leyte. O poderio aero-naval japonês é dizimado pela marinha americana.
- 28: A Bulgária assina o armistício com a União Soviética, os Estados Unidos e o Reino Unido.

### Novembro
- 3: Dois comandantes supremos da Insurreição Nacional Eslovaca, Generais Ján Golian e Rudolf Viest, são capturados, torturados e executados pelas forças alemãs.
- 4: Forças do Eixo rendem-se aos Aliados na Grécia.
- 6: Franklin D. Roosevelt é reeleito presidente dos Estados Unidos.
- 12: Os bombardeiros britânicos Lancaster, carregando bombas Tallboy, afundam o couraçado alemão Tirpitz.
- 24: Tropas francesas capturam Strasburgo.
- 26: Heinrich Himmler ordena a paragem das atividades e a destruição dos crematórios de Auschwitz-Birkenau. Destruição do crematórios de Auschwitz e Stutthof.
- 27: A Batalha de Peleliu chega ao fim com a vitória pírrica americana. Os fuzileiros e o exército americano garantiram a ilha de coral após dois meses de combates ferozes contra os japoneses, resultando em um grande número de perdas para os fuzileiros e para a Marinha americana.

### Dezembro
- 7: O 4° escalão da Força Expedicionária Brasileira chega a Nápoles.
- 16: Hitler dá seu último passo e ordena os alemães a lançarem uma ofensiva nas Ardenas, iniciando a Batalha das Ardenas, ou Batalha do Bulge.
- 17: Tropas alemãs comandadas pelo comandante do SS Jochen Peiper executam 86 prisioneiros americanos na ofensiva das Ardenas, conhecido como o Massacre de Malmedy.
- 24: O navio de transporte belga SS Leopoldville é afundado na costa da França.
- 26: Tropas americanas resistem em Bastogne. A ofensiva alemã é detida.
- 31: A Hungria declara guerra à Alemanha.

## 1945

### Janeiro
- 3: Inicia-se a retirada alemã das Ardenas.
- 9: Forças americanas desembarcam em Luzon, Filipinas.
- 12: Inicia-se a ofensiva de inverno dos soviéticos.
- 16: O bolsão alemão nas Ardenas é eliminado.
- 17: Tropas soviéticas libertam Varsóvia.
- 20: A Hungria assina o armistício com os Estados Unidos, o Reino Unido e a União Soviética.
- 25: Termina a Batalha do Bulge.
- 26: Os japoneses retiram-se da costa chinesa.
- 27: O campo de concentração de Auschwitz é libertado pelas tropas soviéticas.
- 30: O navio a vapor alemão Wilhelm Gustloff é torpedeado e afundado por três torpedos do submarino soviético S-13 ao largo da costa da Prússia.
- 31: Na cidade francesa de Sainte-Marie-aux-Mines, Eddie Slovik, acusado de deserção é o único soldado norte-americano e o primeiro desde a Guerra Civil Americana a ser executado por fuzilamento.

### Fevereiro
- 2: O Equador declara guerra à Alemanha.
- 4: Começa a Conferência de Yalta entre o presidente norte-americano Franklin D. Roosevelt, o primeiro-ministro britânico Winston Churchill e o líder soviético Josef Stalin. Manila é retomada.
- 7: O Paraguai declara guerra à Alemanha.
- 12: O Peru declara guerra à Alemanha. A Conferência de Yalta termina.
- 13: Forças soviéticas ocupam Budapeste, terminado a Batalha de Budapeste. A cidade alemã de Dresden é bombardeada pelas forças aéreas aliadas.
- 14: O Uruguai declara guerra à Alemanha.
- 15: O campo de concentração de Gross-Rosen é libertado pelas forças soviéticas.
- 16: Os alemães lançam uma ofensiva na Pomerânia.
- 19: Tropas americanas desembarcam em Iwo Jima, dando início a Batalha de Iwo Jima.
- 20: Os soviéticos capturam Danzigue.
- 21: Tomada de Monte Castelo pela Força Expedicionária Brasileira após três meses de luta.
- 23: Seis fuzileiros norte-americanos fincam a Bandeira dos Estados Unidos no topo do Monte Suribachi em Iwo Jima e são fotografados chamados Raising the Flag on Iwo Jima.
- 24: O Egito declara guerra aos Países do Eixo.
- 25: A Turquia declara guerra à Alemanha.
- 26: A Síria declara guerra aos Países do Eixo.

### Março
- 1: A Arábia Saudita declara guerra aos Países do Eixo.
- 3: Tropas aliadas libertam o campo dos prisioneiros de guerra em Forbach.
- 4: A Finlândia declara guerra à Alemanha. Tropas britânicas e canadenses libertam Vynen e Apeldoorn.
- 6: Forças alemãs lançam uma ofensiva na Hungria para retormar Budapeste.
- 7: Os Aliados cruzam o Rio Reno utilizando a ponte de Remagen. A Romênia declara guerra ao Japão.
- 18: 1.250 bombardeiros norte-americanos atacam Berlim.
- 19: Tóquio é atacada por bombas incendiárias lançadas por B-29s. Milhares de civis morrem.
- 20: Mandalay é libertada por tropas indianas.
- 24: Os Aliados lançam uma grande ofensiva aerotransportada para dar apoio às tropas terrestres que avançavam pelo Reno na região oeste da Alemanha, denominada Operação Varsity.
- 26: Os Aliados capturam Iwo Jima, terminado a Batalha de Iwo Jima.
- 28: A Argentina declara guerra aos Países do Eixo.
- 30: O Exército Vermelho entra na Áustria. Forças soviéticas capturam Danzigue.

### Abril
- 1: Tropas norte-americanas invadem Okinawa, Japão.
- 4: Tropas norte-americanas libertam o campo de concentração de Ohrdruf na Alemanha.
- 5: Começa a Revolta Georgiana de Texel.
- 7: Kantaro Suzuki torna-se o Primeiro-Ministro do Japão. O encouraçado japonês Yamato é afundado no norte de Okinawa.
- 9: Königsberg é capturada pelo Exército Vermelho
- 10: Forças aliadas libertam o campo de concentração nazista de Buchenwald.
- 11: Soviéticos e iugoslavos assinam pacto.
- 12: Presidente norte-americano Franklin D. Roosevelt morre e é sucedido por Harry Truman.
- 13: Tropas aliadas libertam o campo de concentração de Belsen.
- 14: Viena rende-se aos soviéticos. Começa a Batalha de Montese.
- 15: Forças aliadas capturam Arnhem. O campo de concentração de Bergen-Belsen é libertado pelas tropas britânicas.
- 16: Inicia-se a Batalha de Berlim, ofensiva soviética sobre a capital alemã. O navio alemão Goya é afunado pelo submarino soviético L-3.
- 17: Forças brasileiras libertam a cidade italiana de Montese das forças alemãs, terminado a Batalha de Montese.
- 20: Nuremberg é capturada pelos Aliados. Os soviéticos abrem fogo sobre Berlim.
- 23: Os soviéticos entram em Berlim.
- 25: Forças soviéticas e americanas encontram-se ao largo do rio Elba. Começa a Conferência de San Francisco.
- 28: Benito Mussolini e sua amante, Clara Petacci tentam fugir para Suíça, mas são capturados por Partisans italianos e executados com seus corpos pendurados de cabeça para baixo. A 148.ª Divisão Alemã rende-se para a Força Expedicionária Brasileira.
- 29: O campo de concentração de Dachau é libertado pelo 7° Exército dos Estados Unidos. Forças brasileiras libertam a comuna italiana de Fornovo di Taro das forças alemãs e italianas fascistas. Veneza é libertada pelo 8° Exército Britânico.
- 30: Adolf Hitler e sua esposa de um dia, Eva Braun cometem suicídio em Berlim. Karl Dönitz é o sucessor segundo o testamento de Hitler.

### Maio

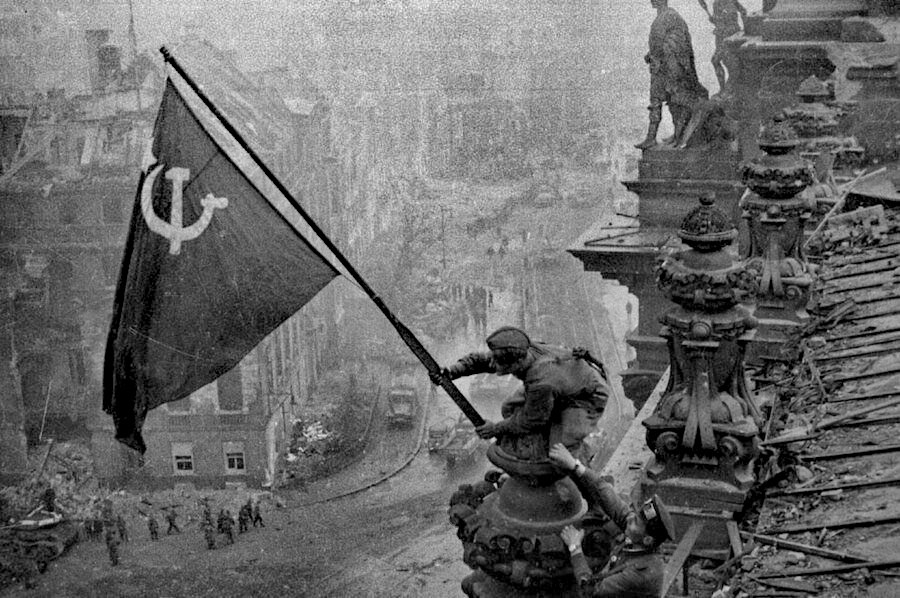
Soldados do exército vermelho estendem a bandeira soviética no topo do Reichstag após a batalha de Berlim.

- 1: Rádio de Hamburgo anuncia a morte de Adolf Hitler. Em Berlim, Joseph Goebbels e sua esposa cometem suicídio após matar seus seis filhos.
- 2: Os soviéticos estendem a bandeira da vitória sobre os escombros do Reichstag, determinando o fim da Batalha de Berlim com a vitória soviética e a rendição alemã. Forças alemãs na Itália rendem-se.
- 4: Forças alemãs nos Países Baixos, na Dinamarca e noroeste da Alemanha rendem-se. O campo de concentração de Neuengamme é libertado pelo Exército britânico.
- 5: O campo de concentração de Mauthausen é libertado pelas forças norte-americanas. A Dinamarca é libertada pelos Aliados.
- 7: General Alfred Jodl assina a rendição incondicional das forças alemãs aos Aliados e às forças soviéticas em Reins, França, terminado a participação da Alemanha na guerra.
- 8: Celebração do Dia da Vitória na Europa entre a maior parte dos Aliados. Tropas alemãs rendem-se na Noruega.
- 9: Celebração do Dia da Vitória na Europa na União Soviética. Exército Vermelho ocupa Praga. As Ilhas do Canal são libertadas. Hermann Göring é capturado pelo 7° Exército dos Estados Unidos. O campo de concentração de Theresienstadt é libertado pelas tropas soviéticas.
- 11: Forças alemãs rendem-se na Tchecoslováquia.
- 20: Termina a Revolta Georgiana de Texel.
- 22: Heinrich Himmler comete suicídio.

### Junho
- 5: Aliados e União Soviética dividem Alemanha e Berlim em quatro zonas de controle.
- 10: Forças australianas invadem Bornéu.
- 19: O Reino Unido começa a desmobilização.
- 20: Schiermonnikoog, uma ilha holandesa é a última parte da Europa libertada pelos Aliados.
- 21: Forças americanas capturam Okinawa, terminando a Batalha de Okinawa.
- 26: A Carta das Nações Unidas é assinada por 50 países em San Francisco, terminado a Conferência de San Francisco.
- 30: Forças norte-americanas libertam Luzon, Filipinas.

### Julho
- 5: As Filipinas são declaradas libertadas.
- 8: A Noruega declara guerra ao Japão.
- 16: A primeira bomba atômica Trinity/Experiência Trinity é testada no Novo México.
- 17: Começa a Conferência de Potsdam entre o presidente norte-americano Harry S. Truman, o líder soviético Josef Stalin e o primeiro-ministro britânico Winston Churchill.
- 18: Regressa ao Brasil o 1° Escalão da Força Expedicionária Brasileira.
- 26: Clement Attlee torna-se o Primeiro-ministro do Reino Unido.
- 30: O navio de guerra norte-americano USS Indianapolis (CA-35) é afundado pelo submarino japonês I-58.

### Agosto

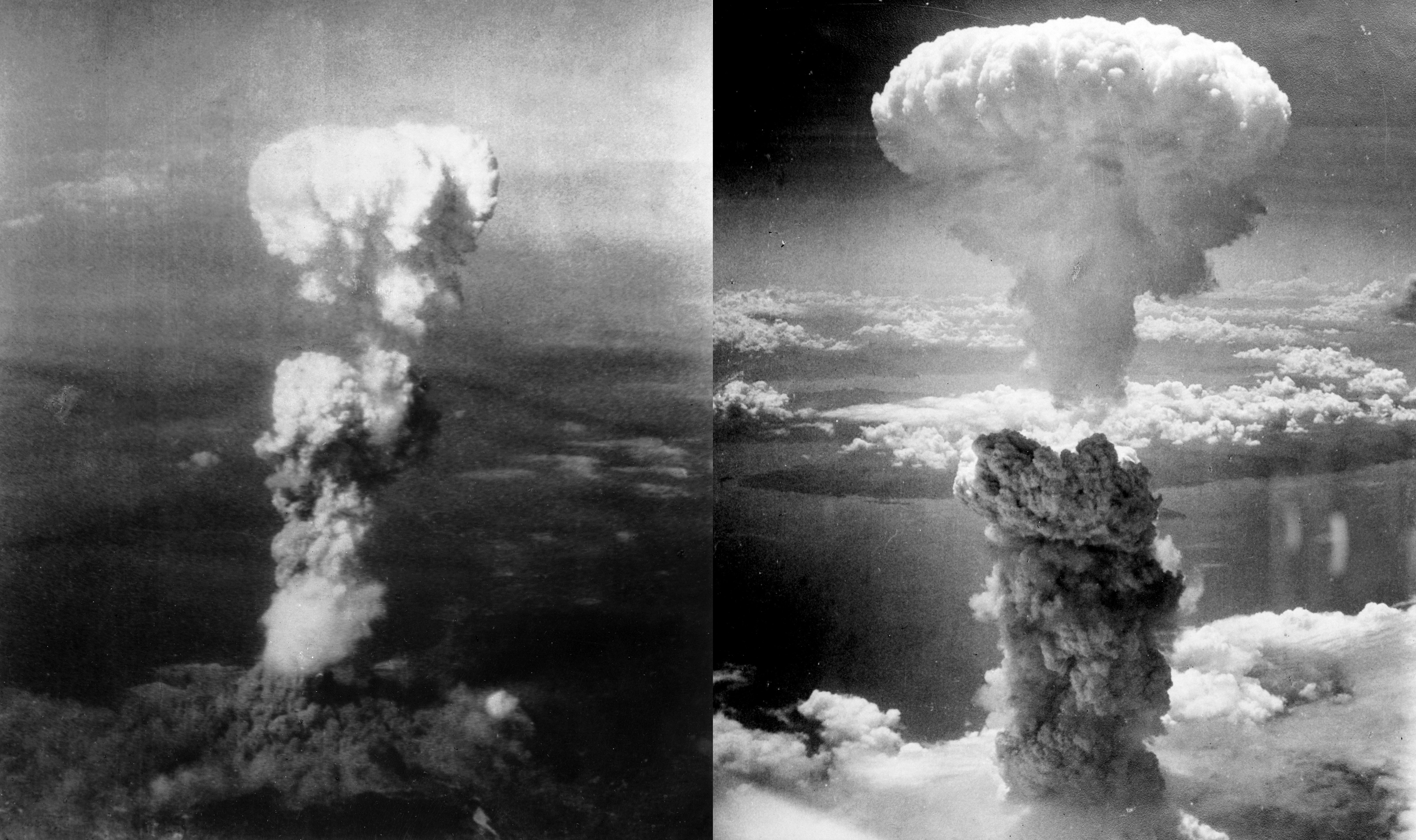
Bombardeios atômicos sobre sobre Hiroshima (esquerda) e Nagasaki (direita).

- 2: Termina a Conferência de Potsdam.
- 6: A primeira bomba atômica da história, Little Boy, é lançada sobre Hiroshima pelo B-29 Enola Gay.
- 8: A União Soviética declara guerra ao Japão. A Carta das Nações Unidas é ratificada pelo Senado dos Estados Unidos.
- 9: A segunda bomba atômica, Fat Man, é lançada sobre Nagasaki pelo B-29 Bock's Car. Forças soviéticas invadem a Manchúria.
- 14: Philippe Pétain, chefe do regime de Vichy é condenado a morte por um tribunal de guerra francês. Imperador japonês Hirohito aceita os termos da Declaração de Potsdam.
- 15: O Japão rende-se incondicionalmente aos Aliados, conhecido como Dia V-J.
- 22: Forças japonesas rendem-se ao Exército Vermelho.

### Setembro
- 2: O general japonês Tomoyuki Yamashita rende-se às forças filipinas e norte-americanas em Kiangan, Ifugao. A Rendição do Japão é assinada a bordo do encouraçado norte-americano USS Missouri (BB-63), na Baía de Tóquio, marcando o Final da Segunda Guerra Mundial. Douglas MacArthur aceita a rendição. O presidente norte-americano Harry S. Truman declara o Dia V-J.
- 4: Forças japonesas rendem-se na Ilha Wake.
- 5: Singapura é libertada pelas tropas britânicas e indianas.
- 7: Os últimos bolsões japoneses rendem-se na China, Birmânia e Hong Kong, determinando o fim da Segunda Guerra Mundial após seis anos de guerra contra o nazi-fascismo.
- 25: O Partido Nazista é oficialmente declarado ilegal na Alemanha.